# MegaBox
22°19′11″N 114°12′29″E / 22.3198015°N 114.20815°E
MegaBox是香港的一座大型購物商場，位於九龍灣宏照道38號企業廣場五期，樓高20層，面積達110萬平方呎，王董建築師事務設計、中國建築國際承建，於2007年6月1日正式開幕，幾乎是全港最大型購物商場。當中的大型商戶主要為宜家家居及AEON百貨。商場租戶組合中，以家居用品、餐飲、娛樂及百貨為主。

## 簡介

### 尚流地帶（地下至2樓）

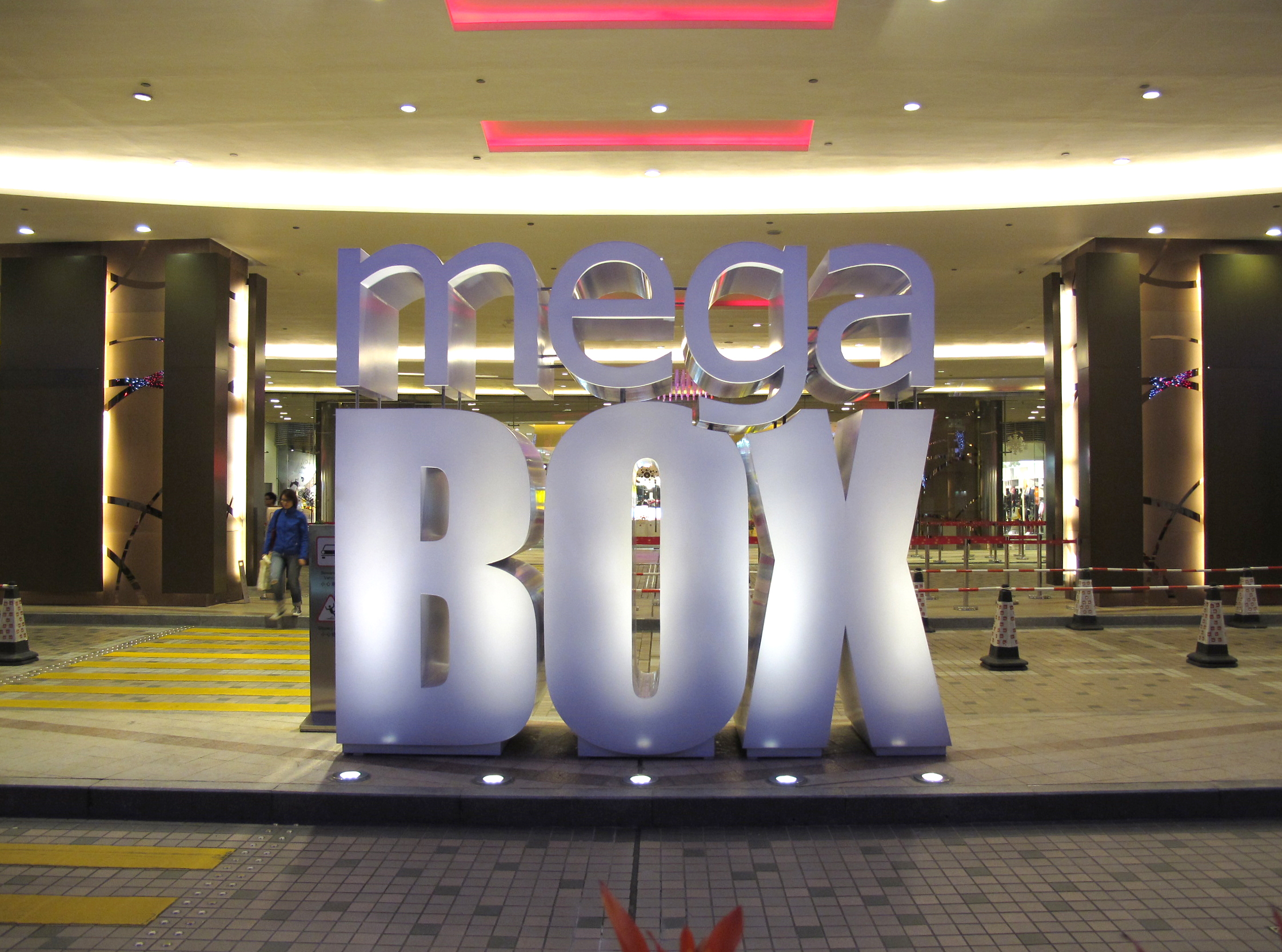
位於地面的MegaBox商標擺設

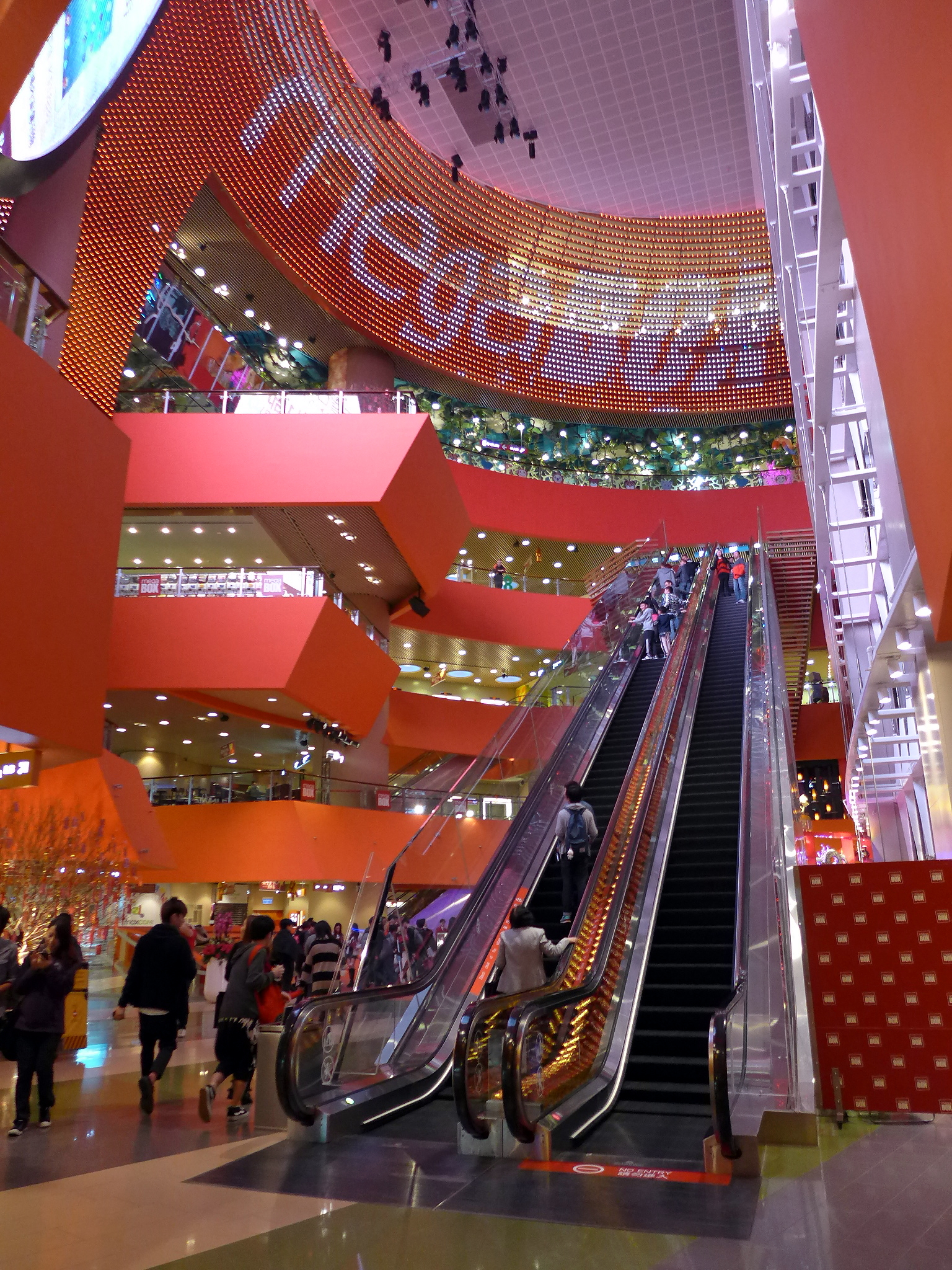
連接MegaBox5樓中庭與8樓的快速扶手電梯

在商場低層（地下至2樓），命名為「尚流地帶」，佔地20萬呎，初期設有80至90間小型商舖設於1及2樓。然而，商場開幕初期，低層只有和光日本料理、恒生銀行、莎莎和UA的售票處，大部份仍然空置。2011年3月，Porter結業，原址轉為Quiksilver及ROXY（已結業），面積達2000呎。而Extravaganza原址轉為逾萬平方呎的H&M，於2011年6月30日開業。現時地下其他主要店舖包括屈臣氏藥房(已遷往2樓)及茶木，其後大部分商戶結業。
Aeon於2010年6月5日起租用了1樓及2樓。現時1樓及2樓其餘商戶為屈臣氏藥房、八方雲集、大快活、吉野家、麥當勞等食肆，其中吉野家位於AEON內。

### 家居創意（3至5樓）
商場3至5樓，命名為「家居創意」，該處的商店主要賣傢具等用品，早期主要租戶為B&Q、Spotlight、小飛象葡國餐廳、Delifrance和專門售賣蘋果電腦產品的DG Lifestyle Store等，其後相繼結業。其後商場引入宜家家居、實惠及茲曼尼梳化。主要店舖包括全港最大，佔地150,000平方呎的宜家家居、全港最大，佔地20,000平方呎的實惠、茲曼尼梳化旗艦店、蓆夢思床上用品、Osim。該層的平台可以近觀企業廣場1及2期等風景。
五樓設有中庭，每當大型節日時，商場的節日裝飾會在這裡佈置。此外，午間音樂表演活動也在五樓中庭舉行。

#### 宜家家居
宜家家居於2010年6月29日開業，店內提供超過7,500件精美優惠傢俬家飾、30個房間示範單位及3個完整的家居示範單位。新店更有2,500平方呎的戶外休憩區，展示戶外傢俬。店內亦設有超過300個座位之瑞典餐廳及專提供特色瑞典美食的瑞典美食廊。2012年，宜家家居租用4樓餘下樓面，以作IKEA FIKET咖啡店。（兒童樂園已於2019年9月2日永久關閉以作店舖擴充）

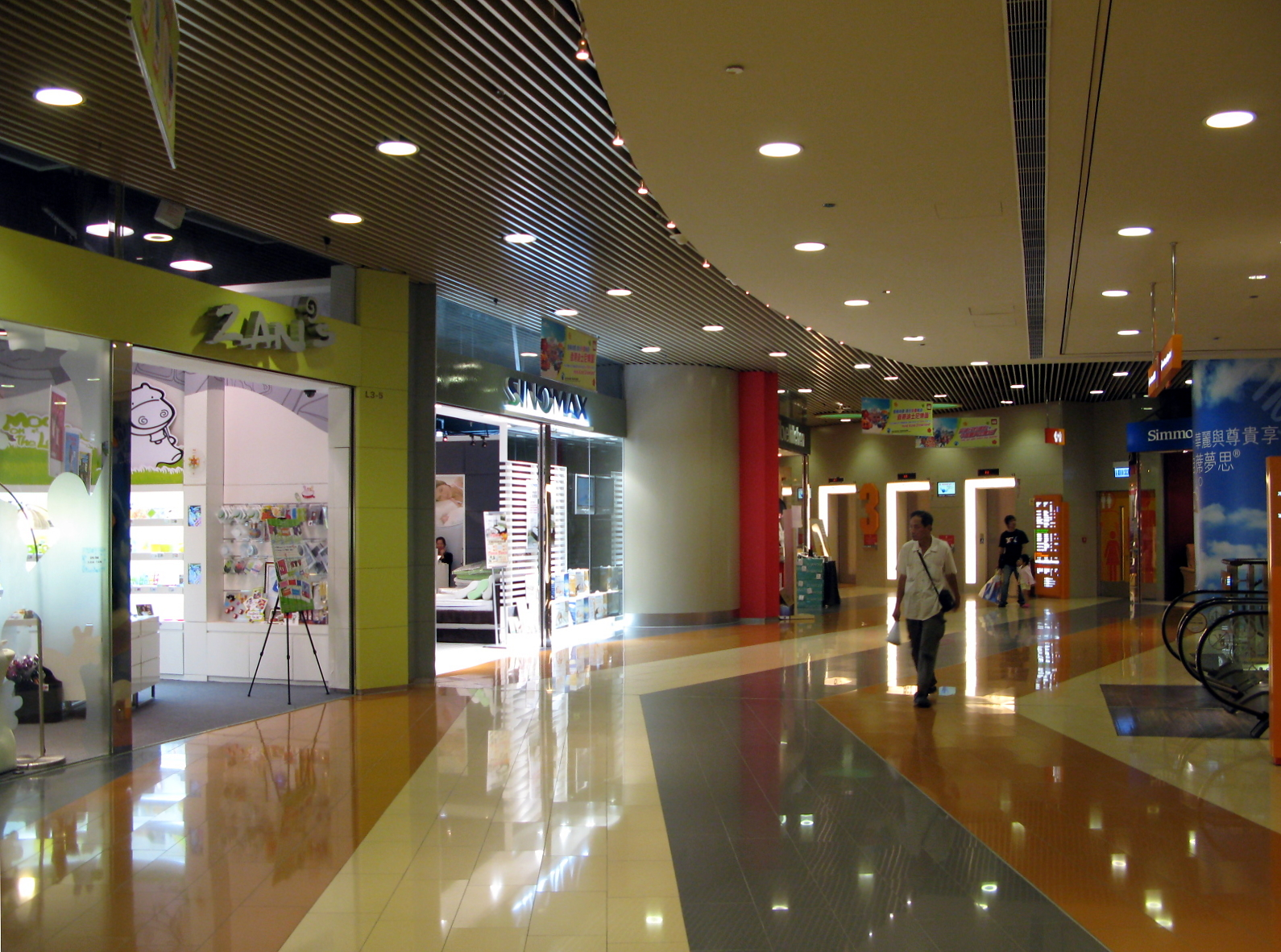
3樓商店
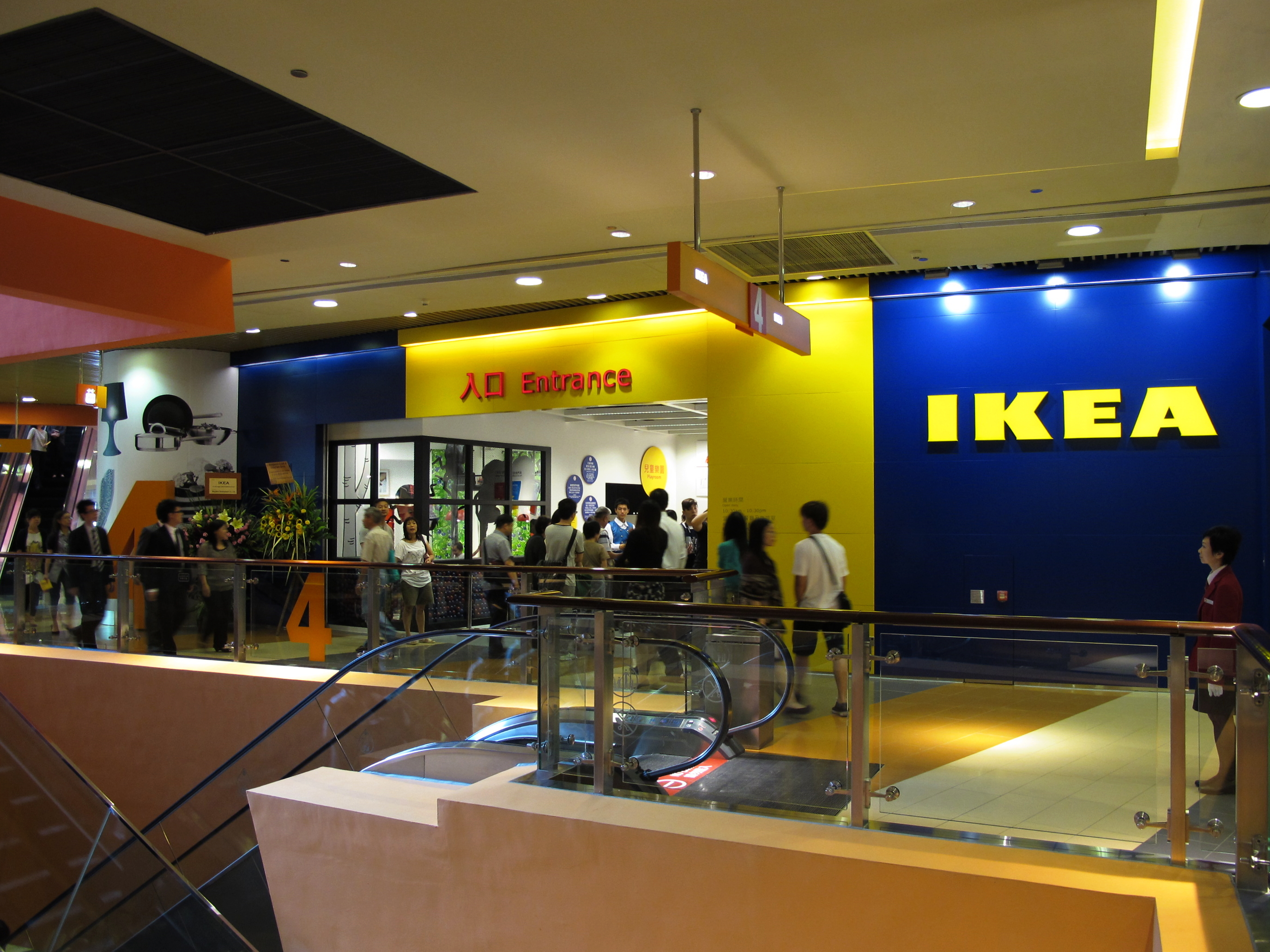
宜家家居入口（4/F）
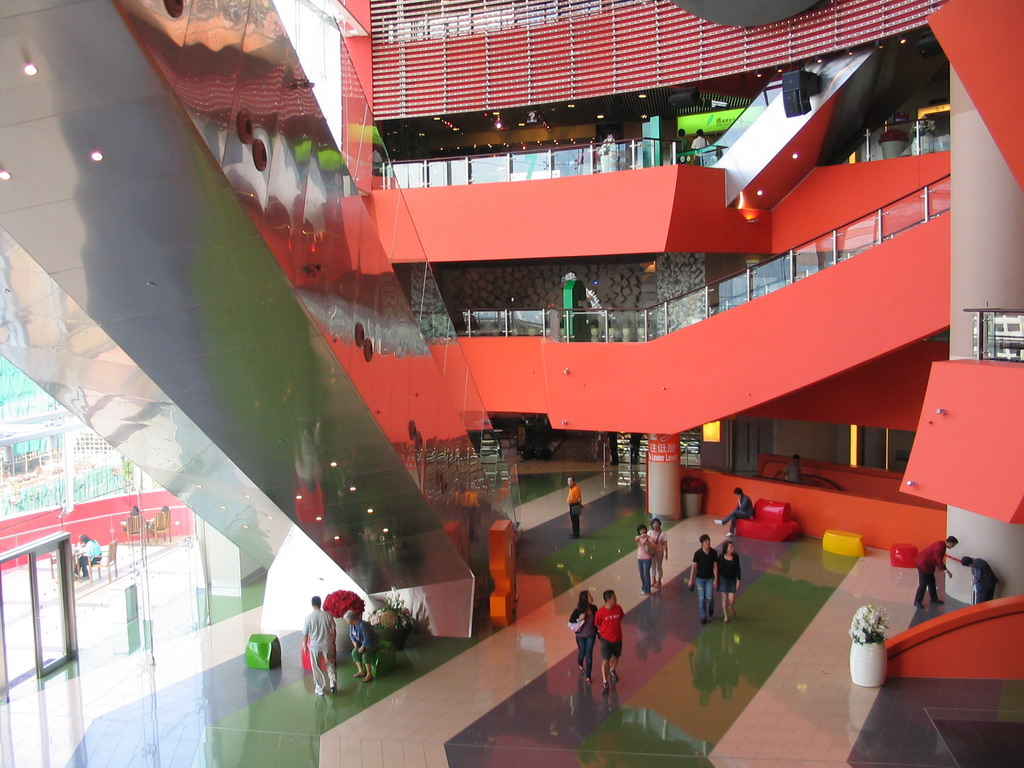
5樓中庭（5/F）
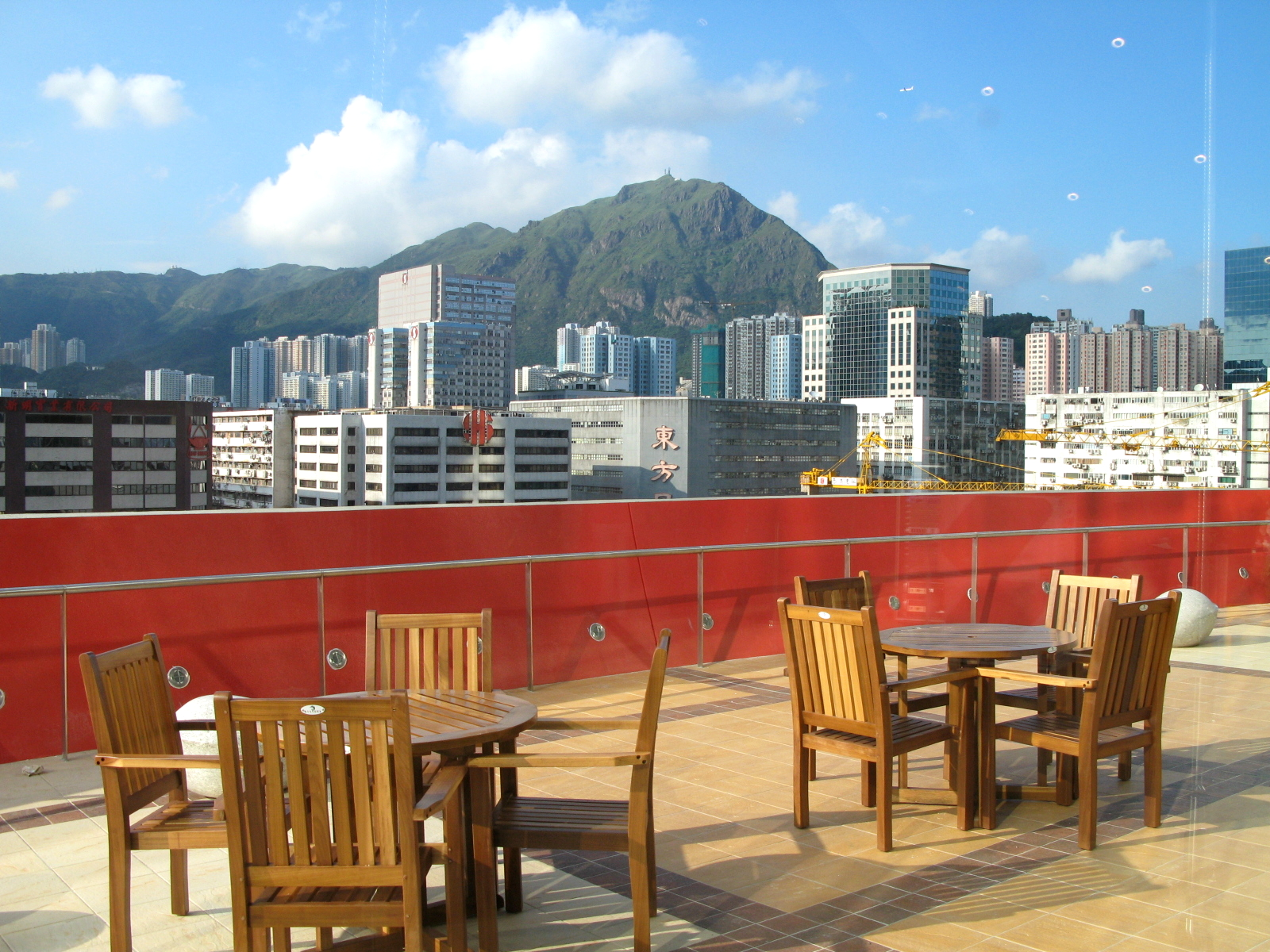
5樓平台（5/F）

### 消閒生活（6至9樓）

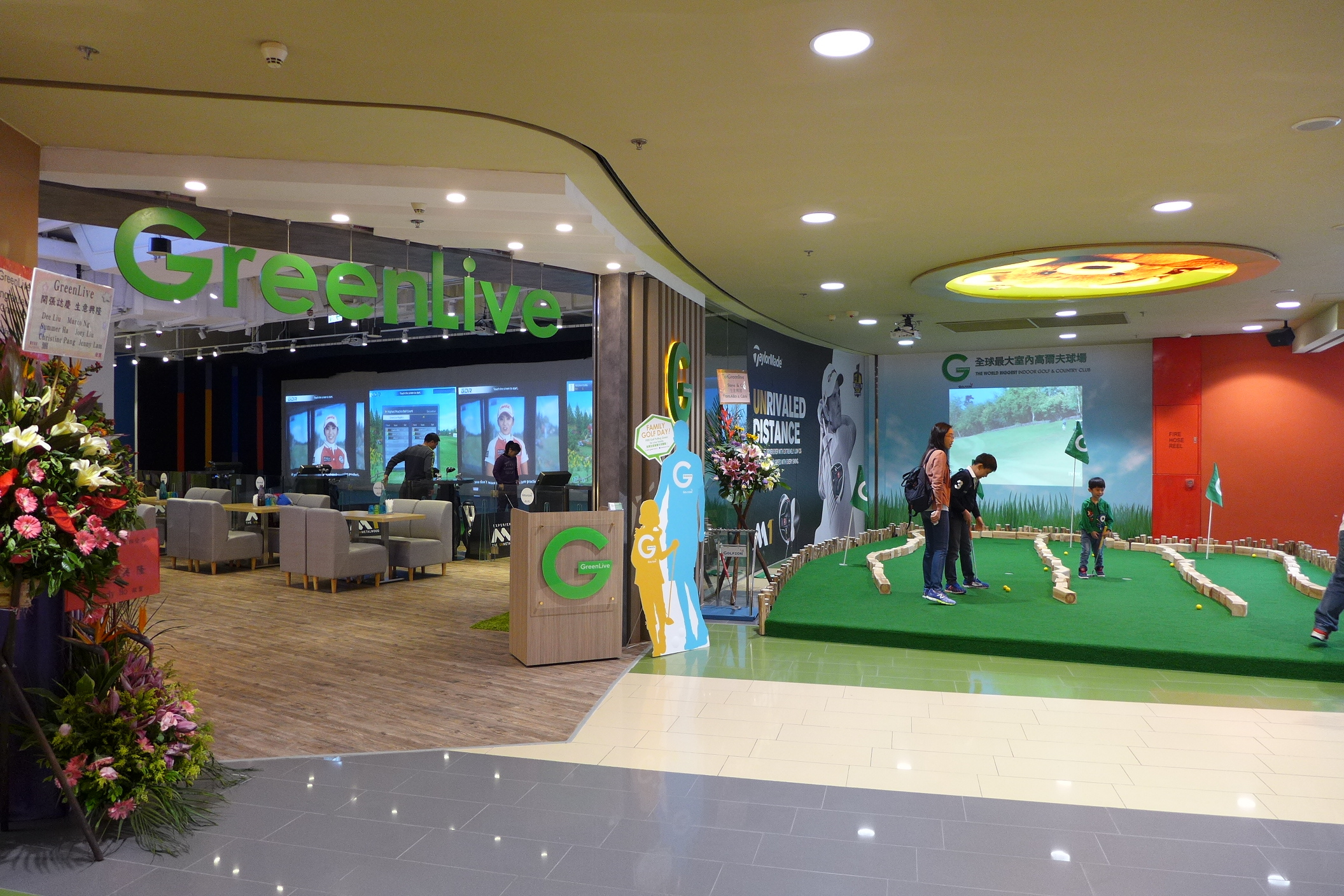
7樓室內高爾夫球場GreenLive設有香港首創免費對外開放的推桿練習區

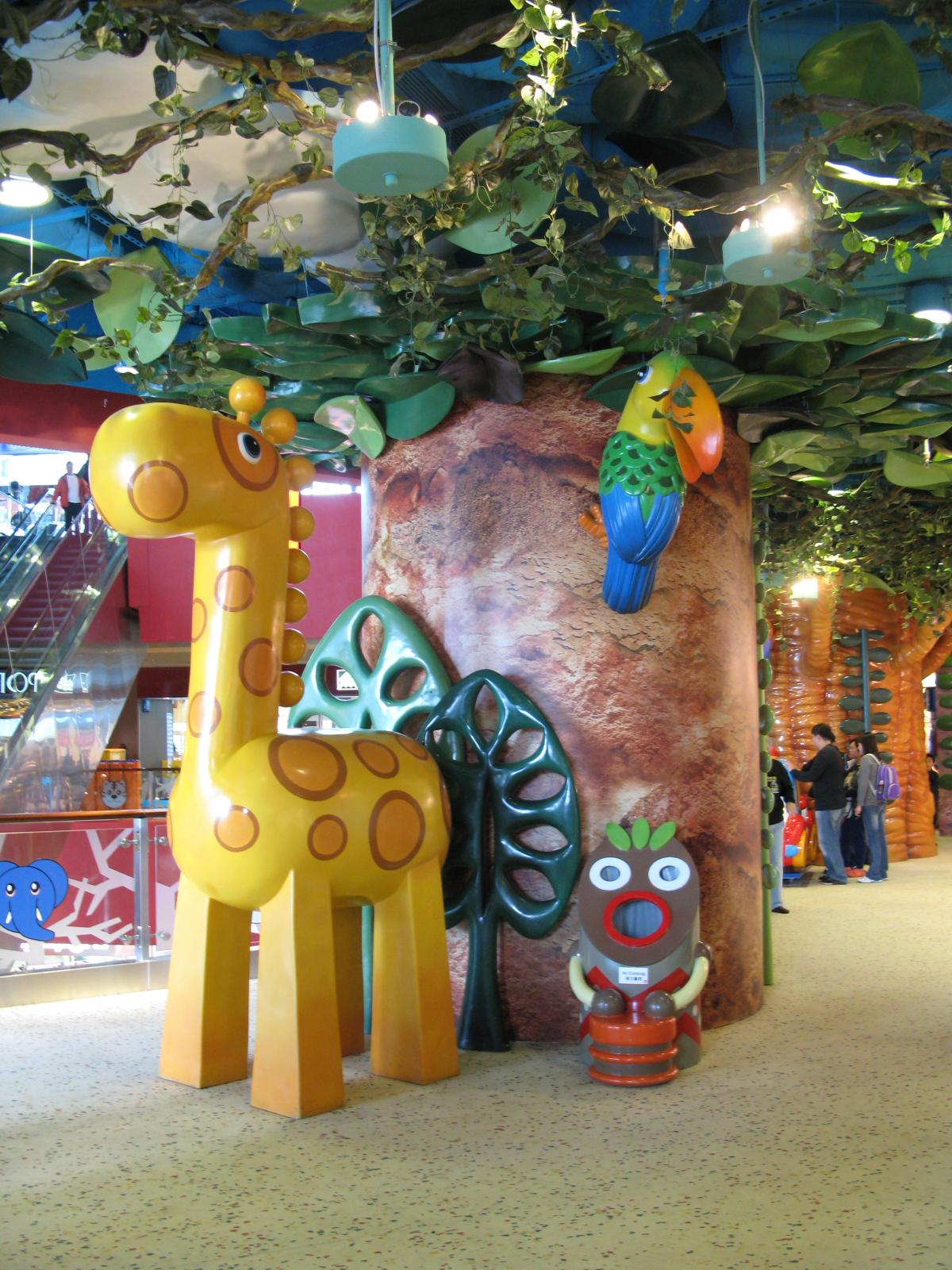
9樓兒童天地外牆、天花板、地板以森林動物樂園為主題

消閒生活專區內，在這裡地板由黃白色為主調，變成以深綠色為主調。6樓除了有星巴克咖啡店、韓食家及中式食肆小南國外，還有全港最大的蘇寧鐳射旗艦店，旗艦店佔地約4萬平方呎，匯集了不同電器電子產品。店內也打破傳統電器店的設計，顧客可以在寬闊的環境下試用不同的電子產品。場內更特設具備高清顯示器材的電視專區。不過到2013年進行租戶重组後，蘇寧鐳射面積大減三分之一。原址分拆為兩間家居店，包括家居‧21和CREATIVE CO-OP HOME。
7樓有惠康超級市場（已結業）、保捷行戶外用品專門店、肇順名滙河鮮專門店及零食物語。2015年開設室內高爾夫球場GreenLive，佔地達8,500平方呎。
8樓有全港最大的GigaSports專門店，該店除佔地20,000平方呎外，更劃分為運動、戶外、時尚用品和運動器材及配件4大主題專區。同層其他店舖包括玩具反斗城（現已搬到上一層，現址為香港滾軸溜冰學校）、HKID GALLERY（已結業）及越色牛肉粉餐廳（已結業，現址為米子）。此外，7樓和8樓亦有通道連接商場及停車場，方便駕車人士購物。8樓中庭上方設有LED「留言瀑布」，可讓顧客留言。
9樓為兒童天地，佔地25,000平方呎，該層無論在外牆、天花板、地板、甚至欄河都設不同主題，包括設有多個身高十呎機械人模型的機械人長廊、設有滑梯及小跳板等玩具的奇趣玩樂場、可愛的小蜜蜂樂園、充滿動感的花花小世界、珊瑚魚配合肥皂泡設計的海底樂園，以及可與猴子大象見面的森林動物樂園。該處開設20間售賣兒童用品的專門店，包括Sanrio Kids（已結業）、Mothercare、Chickeeduck（已結業）、法國童裝LaCompagniedesPetits、媽媽世界及首次駐香港的LittleFirstShop（已結業）等。另外，9樓也有曾是全港最大的大眾書局，並設演講廳。2010年6月，商場宣布引入九龍區首個室內兒童遊樂場Play House，佔地約3,000方呎，店內設有4個遊樂區，現已搬到12樓。
2011年，為加強商場定位，於8樓引入玩具反斗城，佔地10,000萬方呎，設立7大主題區並提供逾5,000款精選玩具。MegaBox 總經理文靜芝表示，引入玩具反斗城後，將成為兒童用品最齊全之商場，預計今年整體人流量可按年升約30%，現已搬到9樓，現址為香港滾軸溜冰學校。
2013年，經優化商戶組合後，引入20多間國際知名品牌進駐，為家長提供一站式購物及玩樂享受。
2013年，為加強商場定位，於9樓引入全港最大以競技館形式開設的拉麵館場Ramen Champion，佔地7,000平方呎，集合了六間日本最具名氣的拉麵品牌，但已結業。
2015年，大眾書局部分樓面改作荷花親子中心。
2017年7月，童真天地改稱為MegaKids Bazaar，部份品牌轉以outlet形式經營，到2023年底結束。
2020年3月19日，大眾書局因零售市道低迷而清盤結業並撤出香港，現址為來自8樓的玩具反斗城及微影。
2021年，玩具反斗城搬到9樓。
2024年2月，佔地約2萬呎的MegaKids Bazaar變成ANICHI動漫一番街，合共有17間店舖，包括漫畫、精品店、玩具、零食店、動漫直播室和遊戲體驗室。

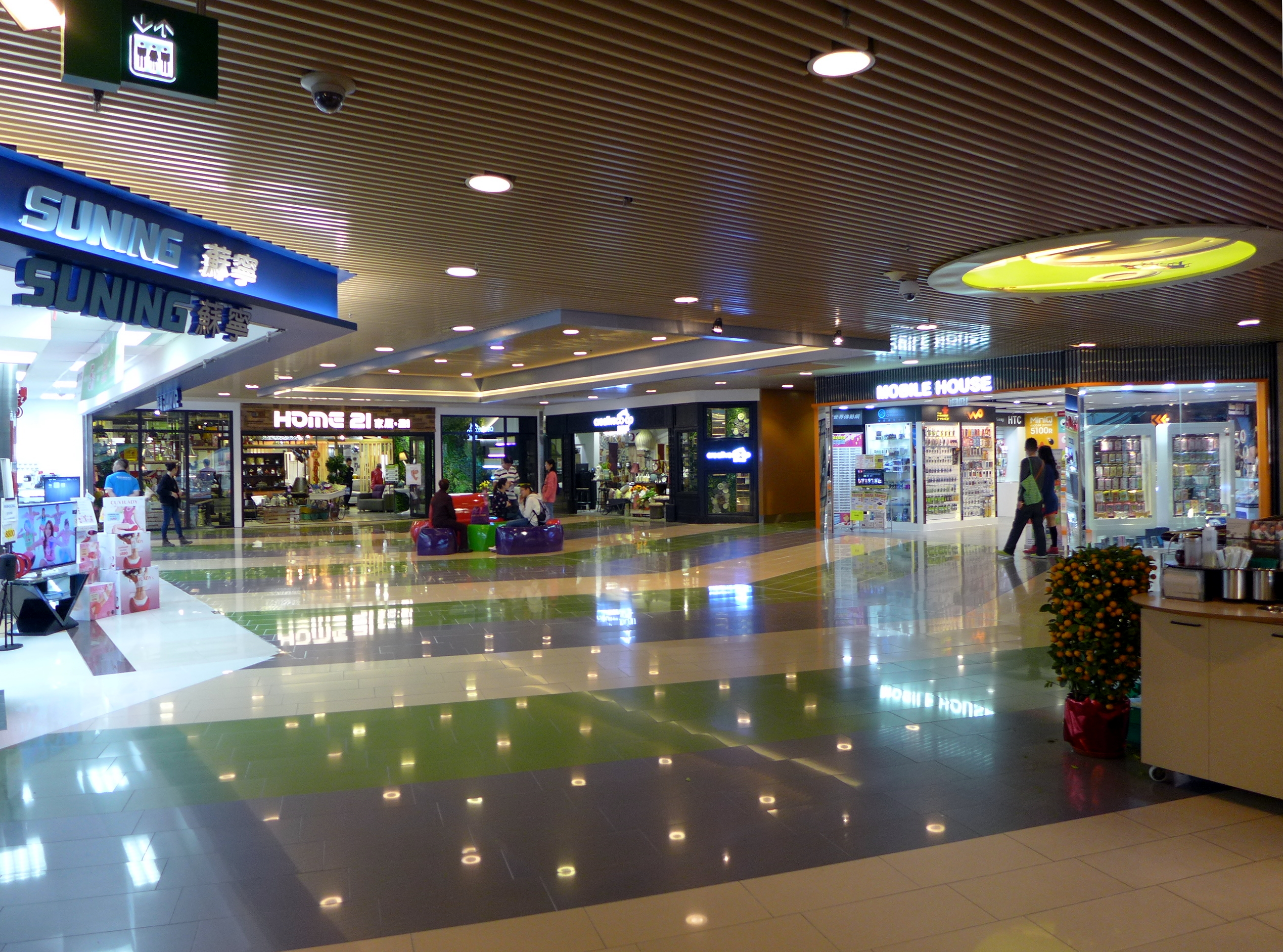
6樓商店
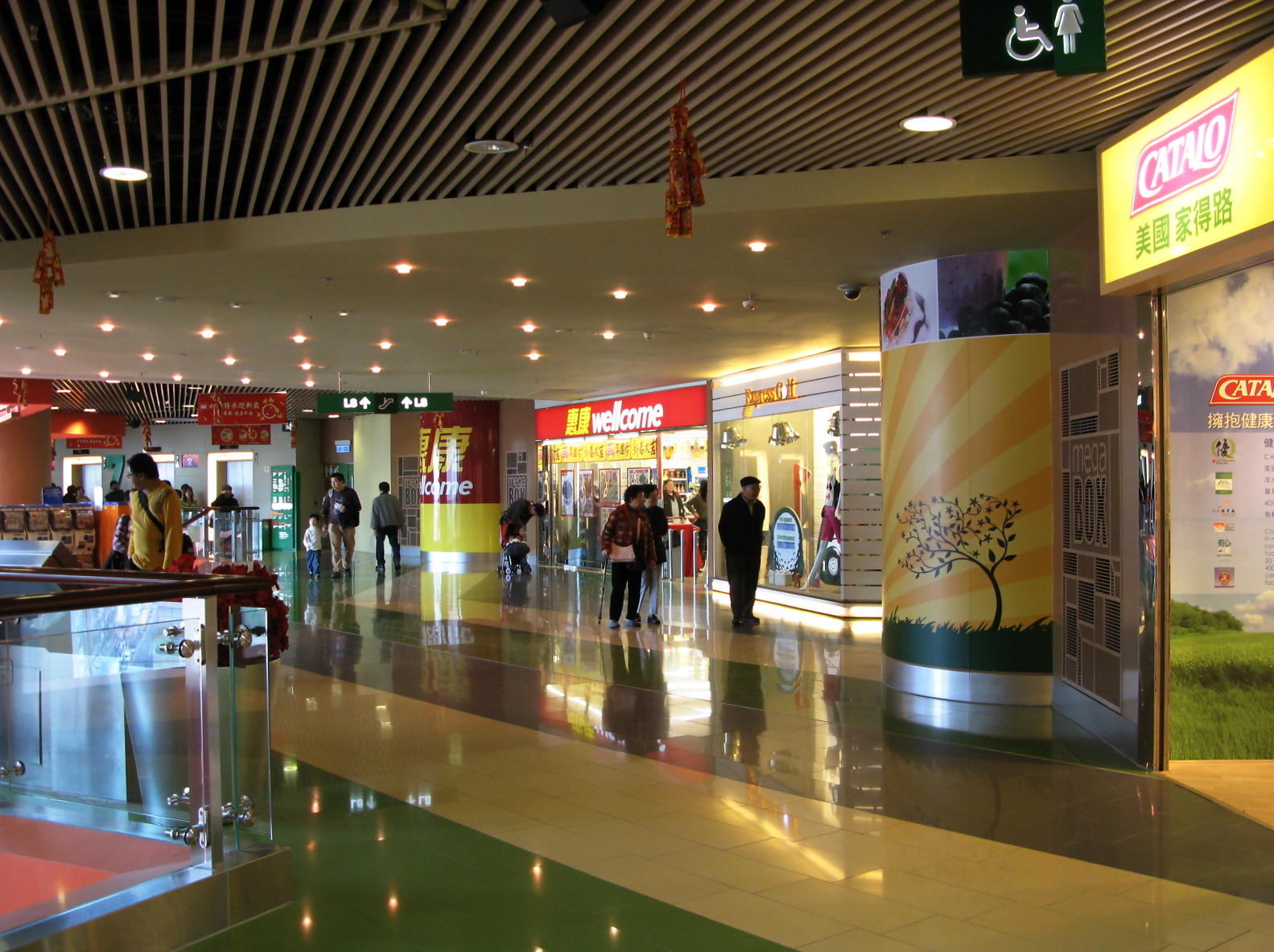
7樓商店
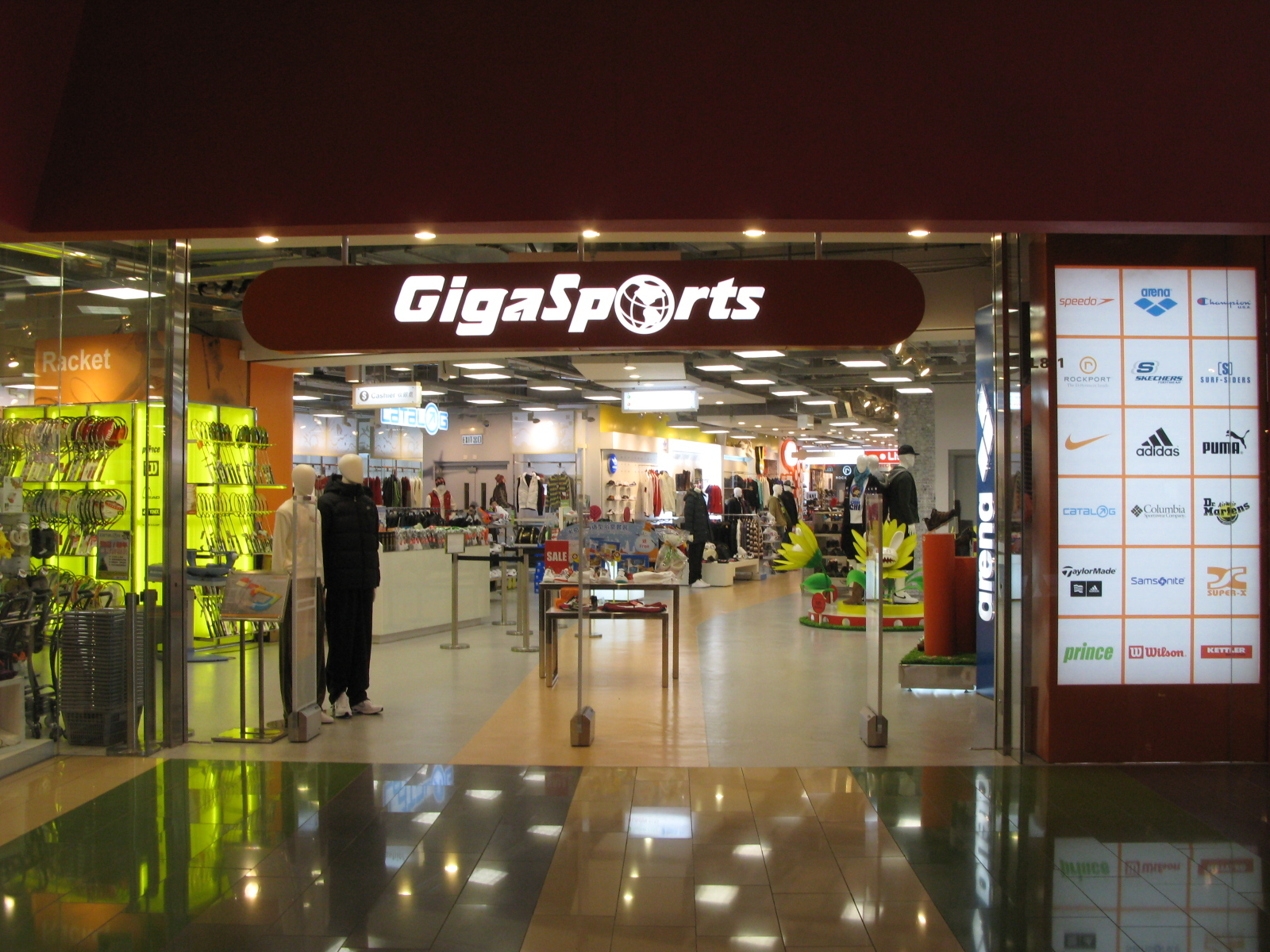
Gigasports專門店（8/F）
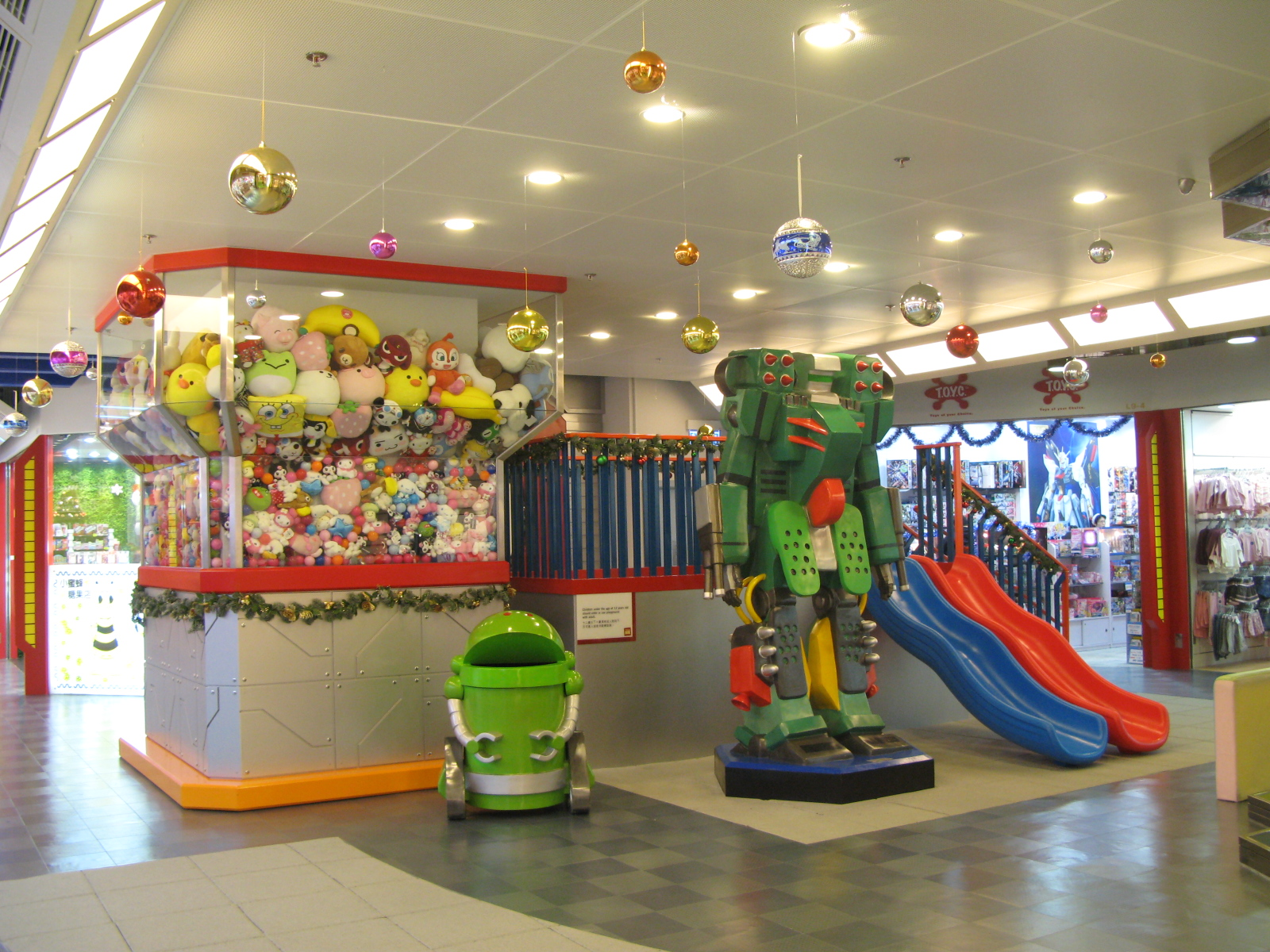
兒童天地（9/F）

### 娛樂滋味（10至14樓）

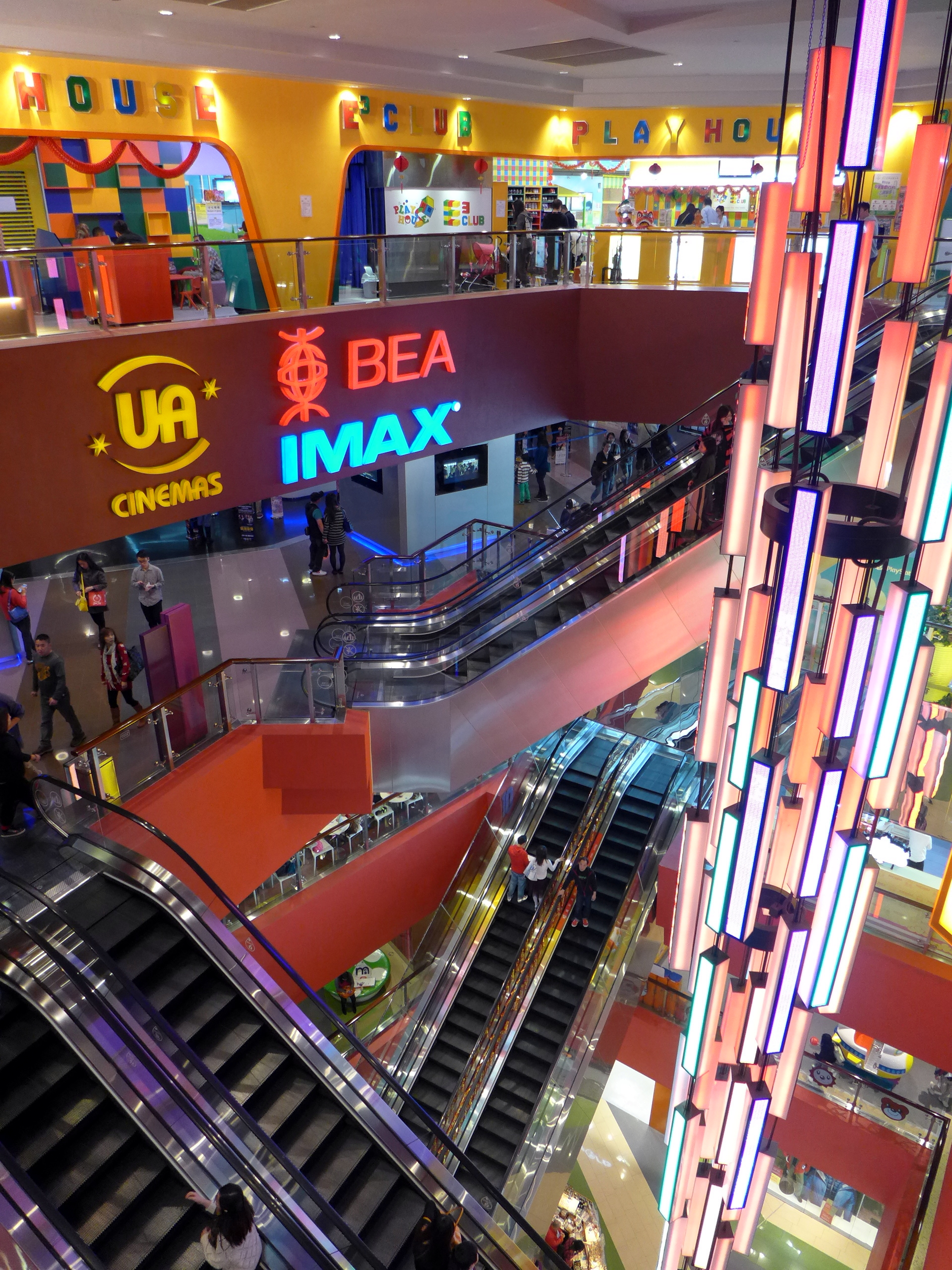
商場8至12樓中庭設有留言瀑布

娛樂滋味專區內，場內的燈光較低層昏暗，地板的顏色主要以黑色和紫色為主。10樓除了有多間食肆外，還設有全港第二大的溜冰場，命名為MegaIce，該溜冰場也是全港首個符合國際標準的溜冰場，溜冰場外的玻璃幕牆及溜冰場旁的觀景台可遠眺黃埔、海逸及港島東區一帶的景致。
11樓設有全港首間IMAX商業電影院，該戲院是全港首間設有IMAX電影放映系統的商業電影院，由商場開業至2021年3月8日曾由UA負責經營，之後于2021年7月15日由嘉禾院線接手，再于2025年7月由影藝戲院接手。該層亦有數間食肆，包括California Pizza Kitchen、NOIR CHOCOLATIER、墾丁茶房、泰‧蘭花及Studio City Bar & Cafe，其後相繼結業。
12樓設有通利琴行及Game Zone遊戲機中心。2013年5月，遊戲機中心結業後，原址改為全港最大室內兒童遊樂場，面積達15萬呎的Play House E3 Club室內遊樂場，劃分成十個區域包括：時空候機店、魔幻小食亭、熱火賽車場、小人國花園、高球訓練館、浪漫公主館、小寶寶操場等多個遊戲區，及「防菌波波池」等刺激的滑梯等設施。2020年通利琴行結業後，在同年11月14日，在原址改為歡樂天地九龍灣Megabox店。
另一方面，商場12至14樓開設多間中餐廳，包括煌府1號、新斗記等。到2023年部分餐廳鋪位已經改為兒童汽車玩樂區。其中13樓在2023年7月至2024年1月設teamLab展覽。而14樓向南面的商戶，為百樂門宴會廳，佔地面積最大，宴會廳設有可容納過百人的伸縮舞台；北面為停車場，以方便駕車前往飲茶之顧客。15樓及16樓沒有商戶，為可以欣賞風景的停車場；17樓設有NewayCEO卡啦OK（已結業）。
18樓全層原打算設美國冒險樂園，興建一個逾10萬平方呎的室內主題公園，室內及室外面積分別佔地7萬平方呎及3萬5千平方呎，可容納3000至4000人，並設有全港最大的迷宮，預計2007年11月尾開幕。但計劃最終未能成事，店舖改為租予California Fitness Jackie Chan Sport加州健身中心，並設游泳池，於2008年1月開業。其後，該健身中心在2017年5月改租予Goji Studios，至2021年12月28日全線結業。到2022年12月開設全港最大及首個位於商場室內wargame場「Red Zone」。而該層原有的空中花園一直空置至今。

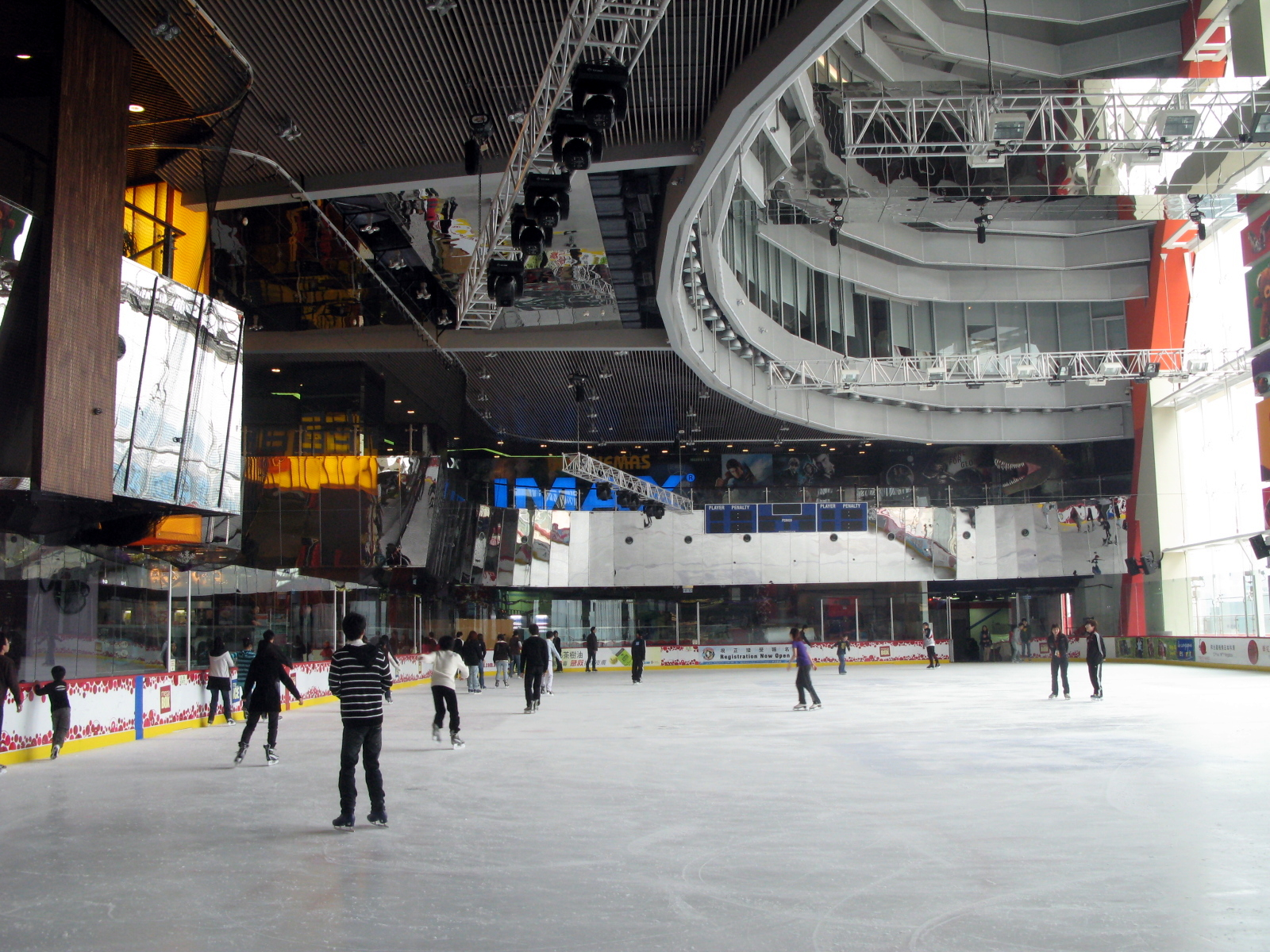
MegaICE溜冰場（10/F）
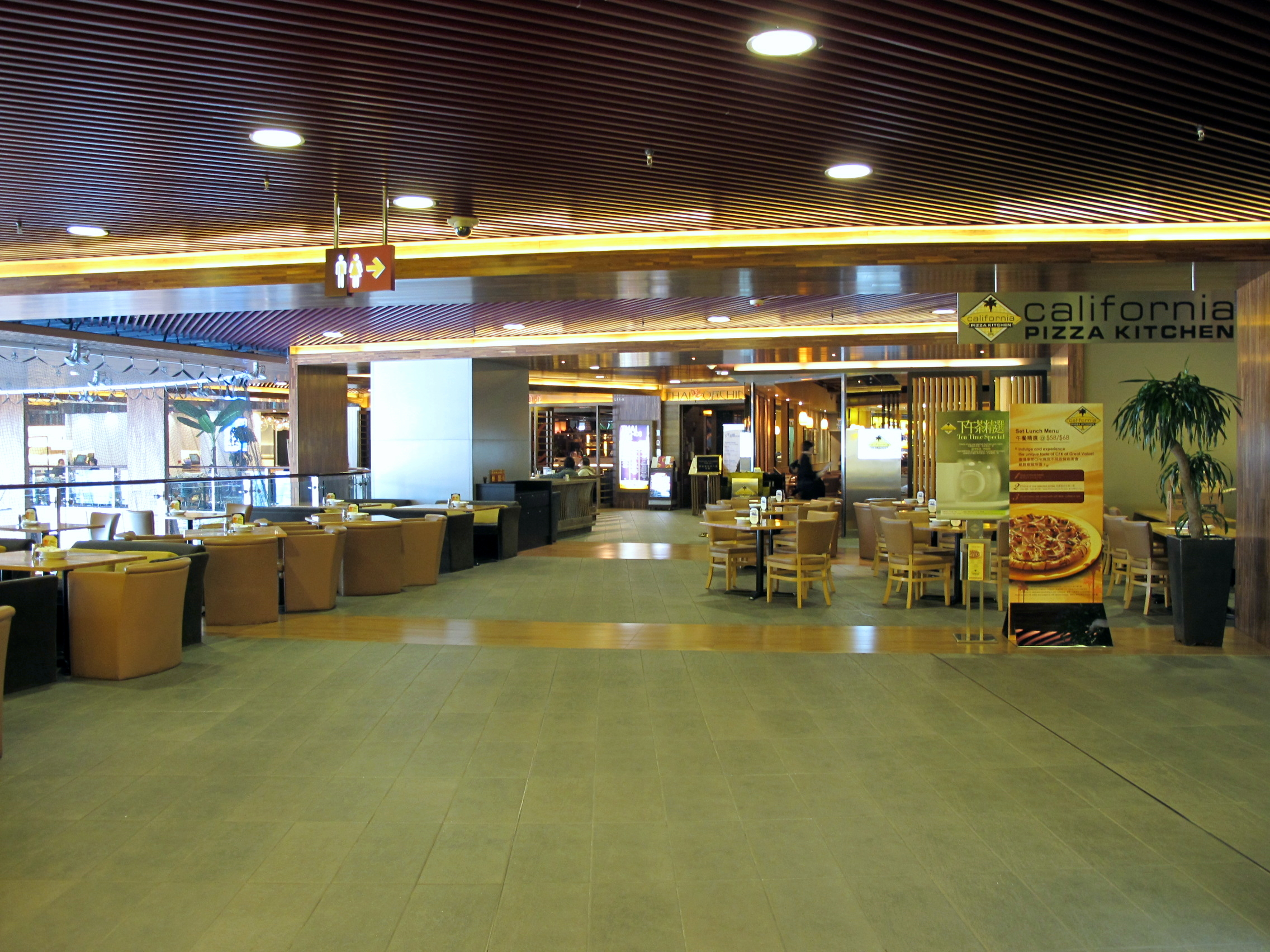
11樓食肆（11/F）
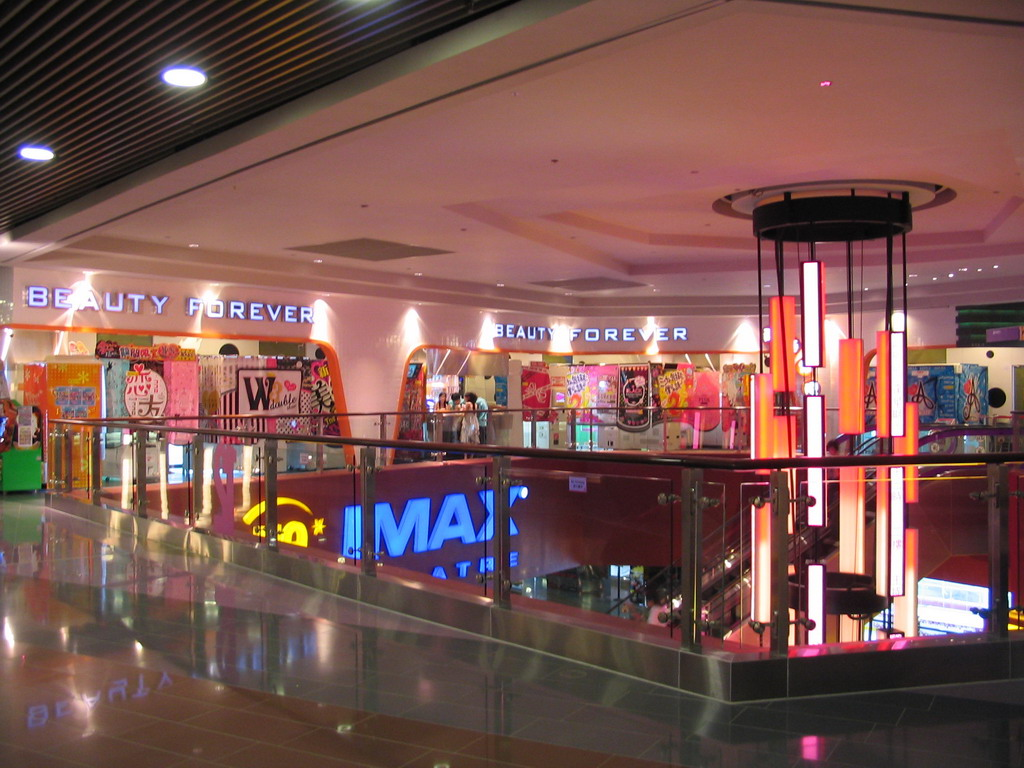
12樓商店（12/F）
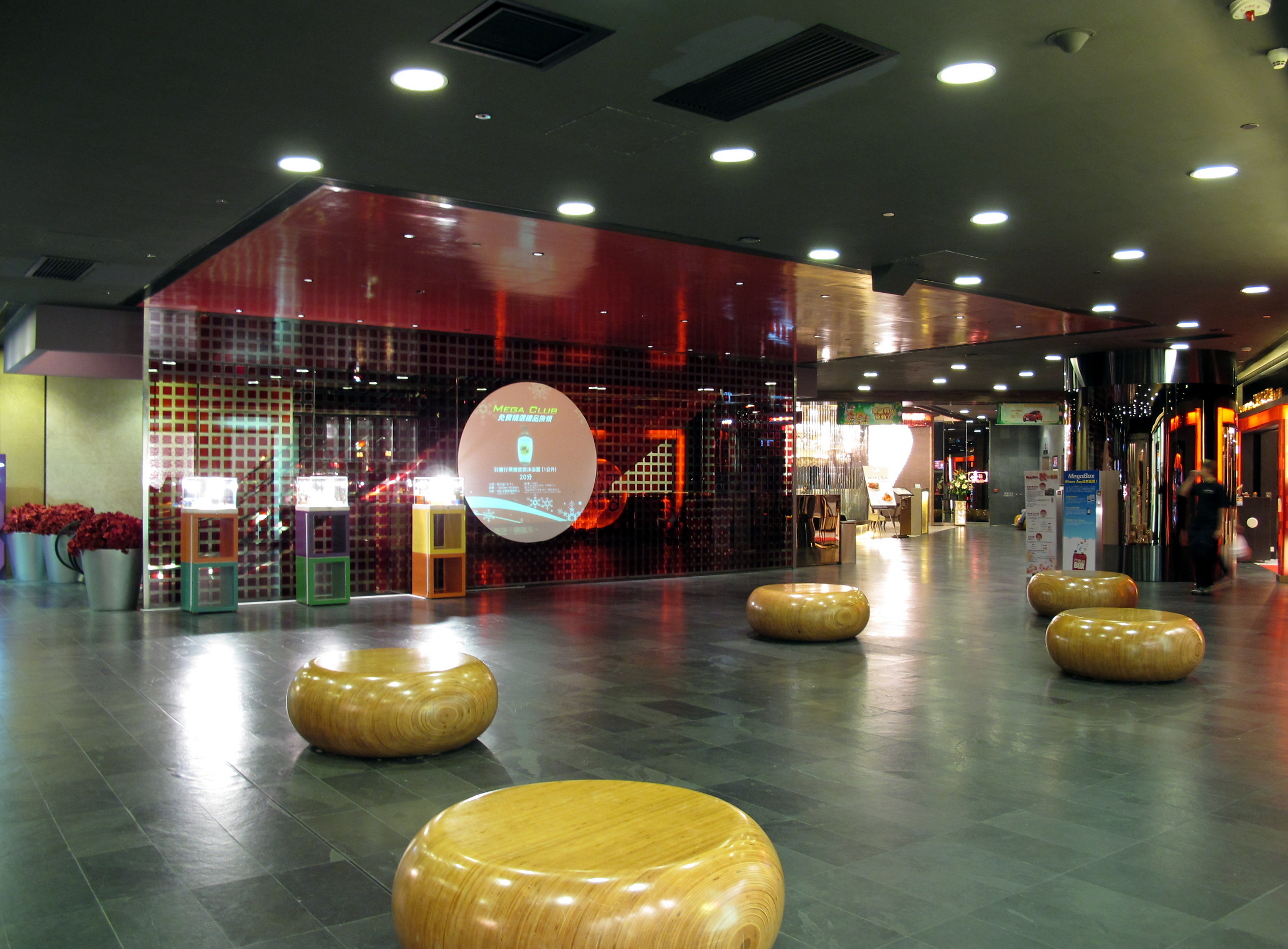
中式食肆（13/F）
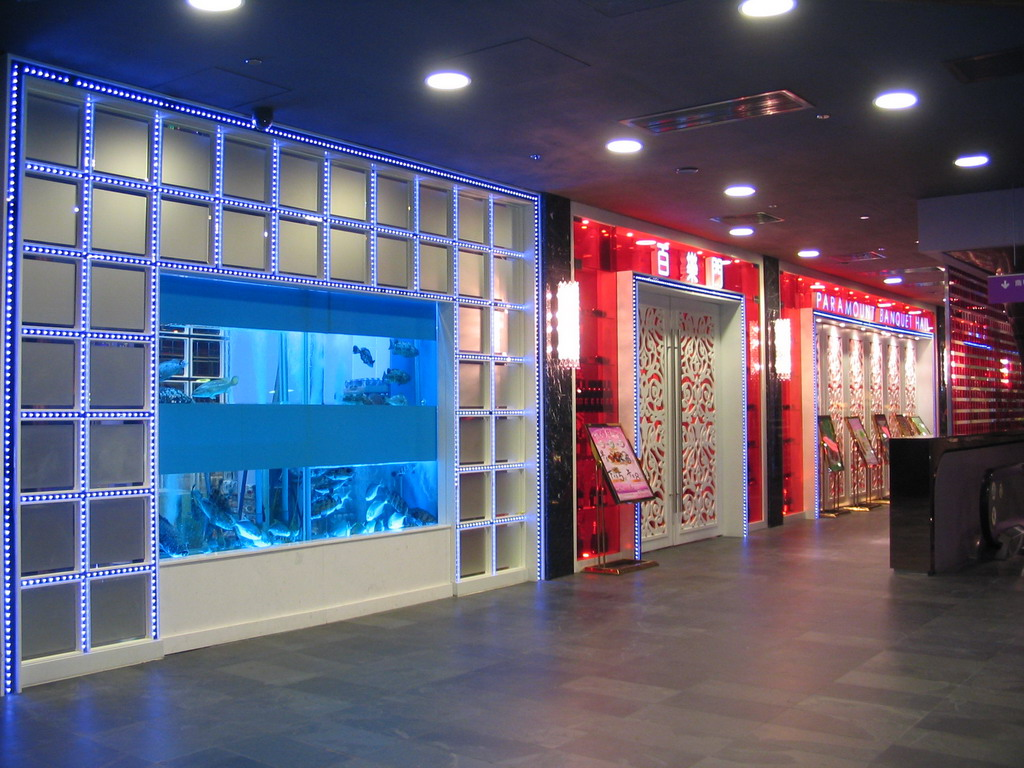
百樂門宴會廳（14/F）
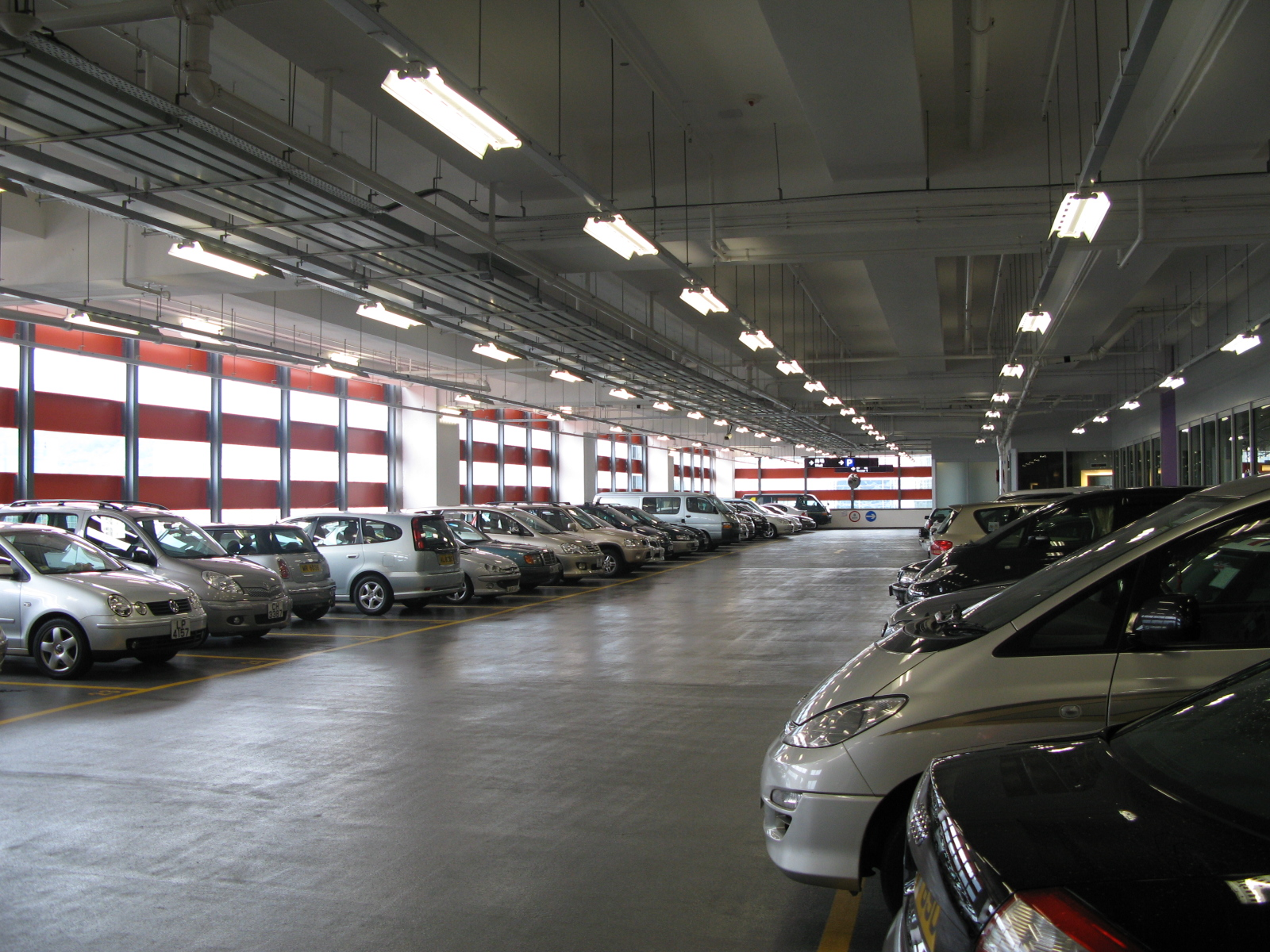
停車場（15/F）
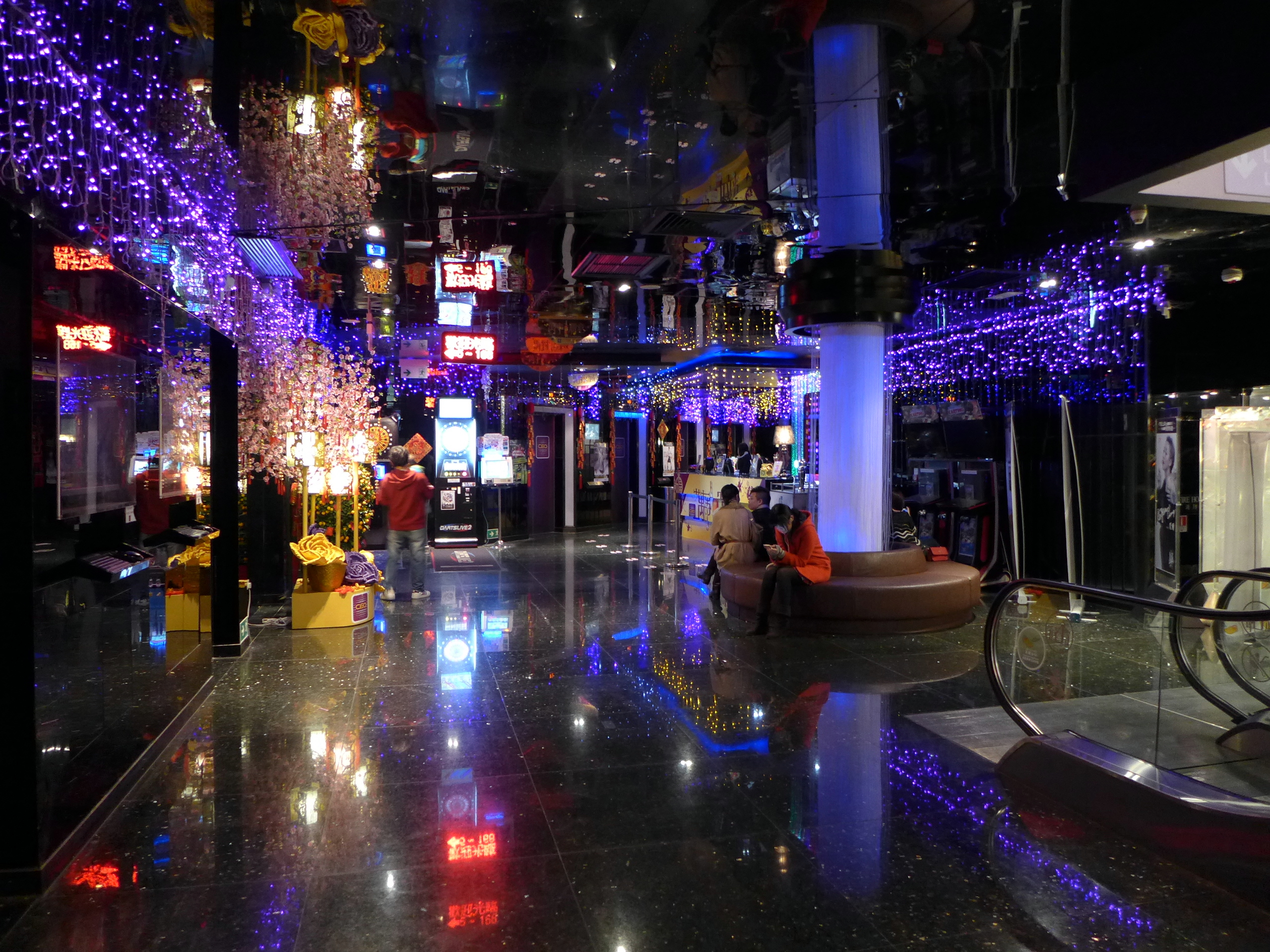
NewayCEO卡啦OK（17/F）（已結業）
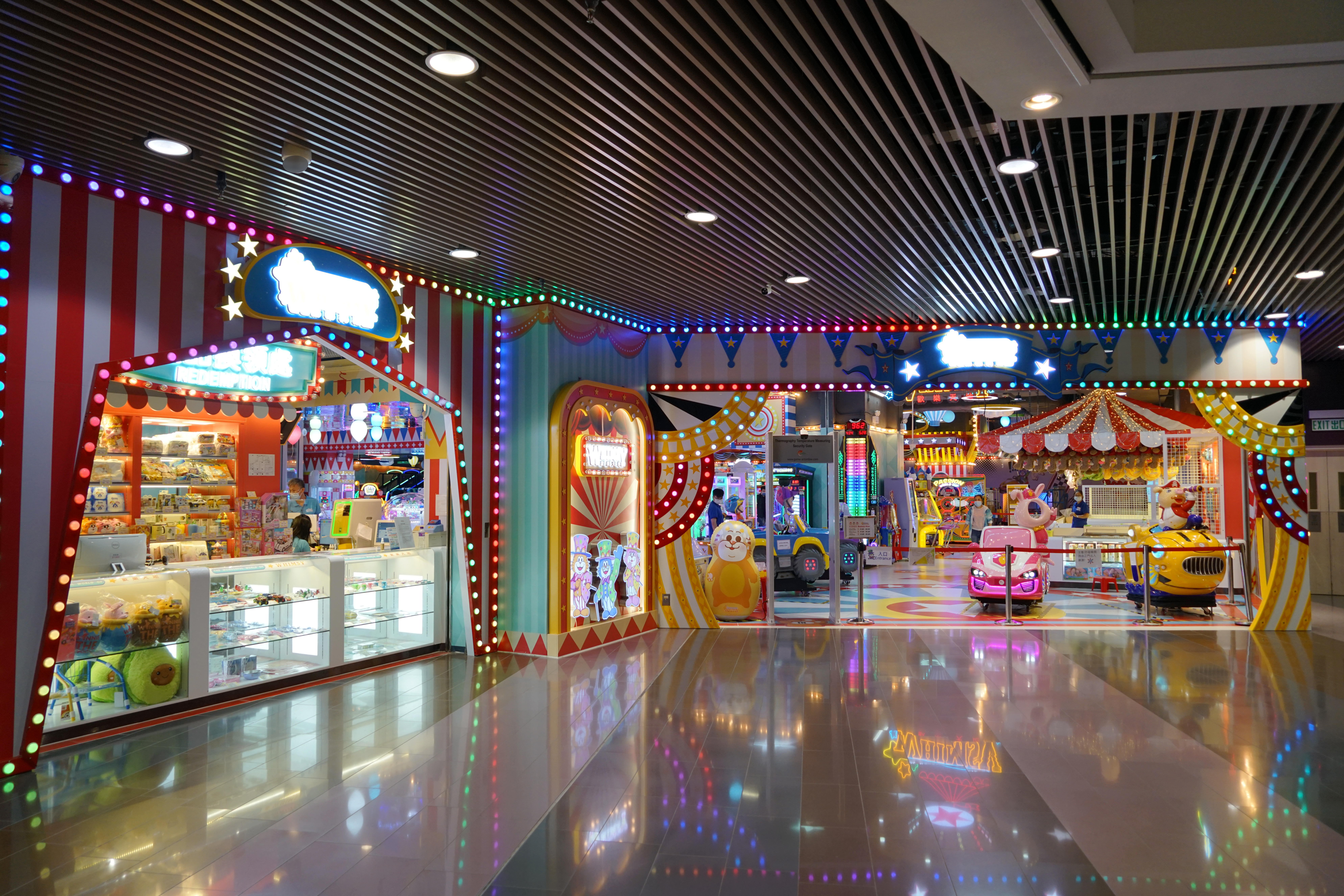
歡樂天地九龍灣Megabox店

## 主要店鋪
在商場正式開業之前，嘉里曾進行了一個市場調查，數據顯示消費者一般認為香港的購物商場大多缺乏足夠的娛樂配套及飲食設施，而其零售店品牌則千篇一律，且各商戶的銷售空間普遍不足。為了建立MegaBox的差異性，商場在租戶組合的設計和選擇上強調三大信念。包括引入大型租戶、設有全港最大及首個符合國際標準的溜冰場MegaIce、全港首間IMAX影院，為場內的顧客提供一個嶄新的動感新體驗；以及擁有近40間環球食肆，讓顧客可以有多元化的選擇。
不過在熱潮過後，到訪MegaBox的人流開始從高峰逐步下降，在深入分析後，管理層發現人流低迷主要來自3個原因：包括交通不便、中西不同的消費文化不同以及租戶組合的新鮮感開始下降之下。商場於2009年開始進行一項活化工程，大幅度更換了約四成的租戶組合。租約期滿或提早離開的租戶包括B&Q、Spotlight、NOVO Concept、Extravaganza、PlayStation等；而新加盟的租戶則有IKEA、實惠、AEON、茲曼尼、H&M、玩具反斗城等。
在引入新租戶後，再配以在周日晚上的特殊推廣活動，MegaBox的人流迅速回升，較活化前增加了30％，現時平日客流可達8至10萬人次；周末假日則可高達20多萬人次。除此之外，客流的組成也有所改變，在活化工程之前，35%為年輕人，65%為成年人；現時比例已變為30%及70%。
到2023年9月，日本的家品品牌NITORI進駐商場6樓佔地2萬平方呎樓面，為香港首家分店。

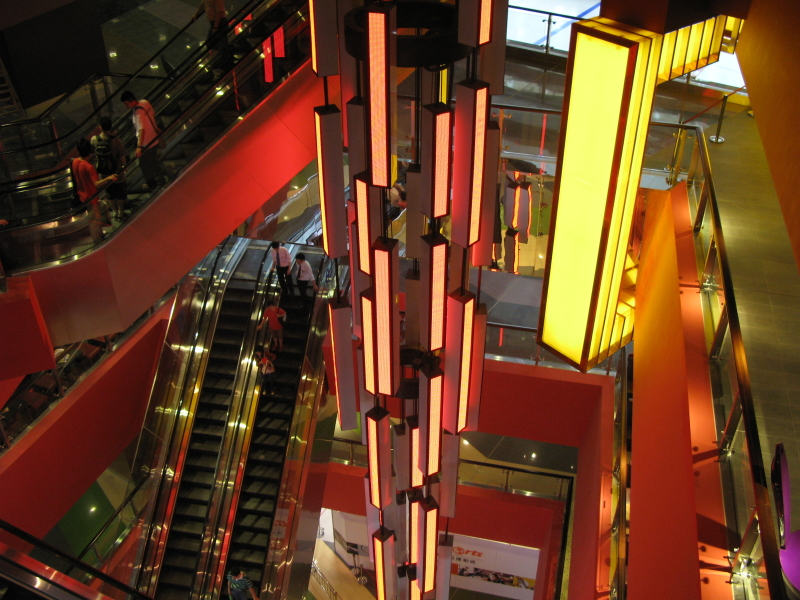
商場8-12樓中庭設有留言瀑布

- 影藝戲院Cineart Megabox（2025年7月10日開幕）
- H&M
- NITORI（2023年9月開業，佔地2萬平方呎）
- AEON（2010年6月1日開業，佔地12萬平方呎）
- 宜家家居（2010年6月29日開業，佔地15萬平方呎）
- 實惠家居旗艦店（2010年7月開業）
- 歡樂天地（2020年開業，佔地9千平方呎）
- 玩具反斗城（2011年中開業，佔地1萬平方呎）
- 荷花親子中心
- GigaSports
- E Cube Club (Kowloon Bay)（2013年7月開業，佔地1.1萬平方呎）全港最大室內兒童遊樂場
- MegaKids Bazaar童真天地，（位於童真天地內，2017年7月4日開業，佔地9萬呎，匯集20多間兒童用品商戶，部份品牌更轉以outlet shop形式經營）
- Red Zone（全港最大首個商場室內Wargame場，2022年12月開業，佔地4萬平方呎）

### 部份店舖開業概況
- 2007年7月：大部份店舖經已陸續營業，以潮流服裝以及配飾店為主。包括萬寧、PiT、Nici、Mac Look、FX Creations、日本OL服飾品牌Laisse Passe、Evisu Scoops及Area 0264等，但其後全部結業。
- 2008年10月：商場地下更開設「飛行體驗」旗艦店，並屬全球首次1店設兩部飛行模擬器，現己結業。
- 2010年1月：MegaBox Novo Concept宣布因租約期滿結業，原位置由吉之島租入，佔據1樓至2樓全層12萬平方呎樓面[12][13]，絕大部分1樓及2樓商戶已經結業，預留位置供吉之島使用。
- 2010年6月：6月1日吉之島九龍灣店開始試業，並於6月5日正式開業。新店設於L1及L2樓層。佔地約120,000平方呎，除一般百貨外，並設有超級市場及JUSCO 10元廣場。原址的L2只有大家樂及居樂屋白木屋得以繼續營業，其後相繼結業。而L1設有2間食肆，包括Das Gute Cafe及味吉拉麵館，其後相繼結業，分別鄰近第一座及第二座辦公室大堂。L2亦設有吉野家。

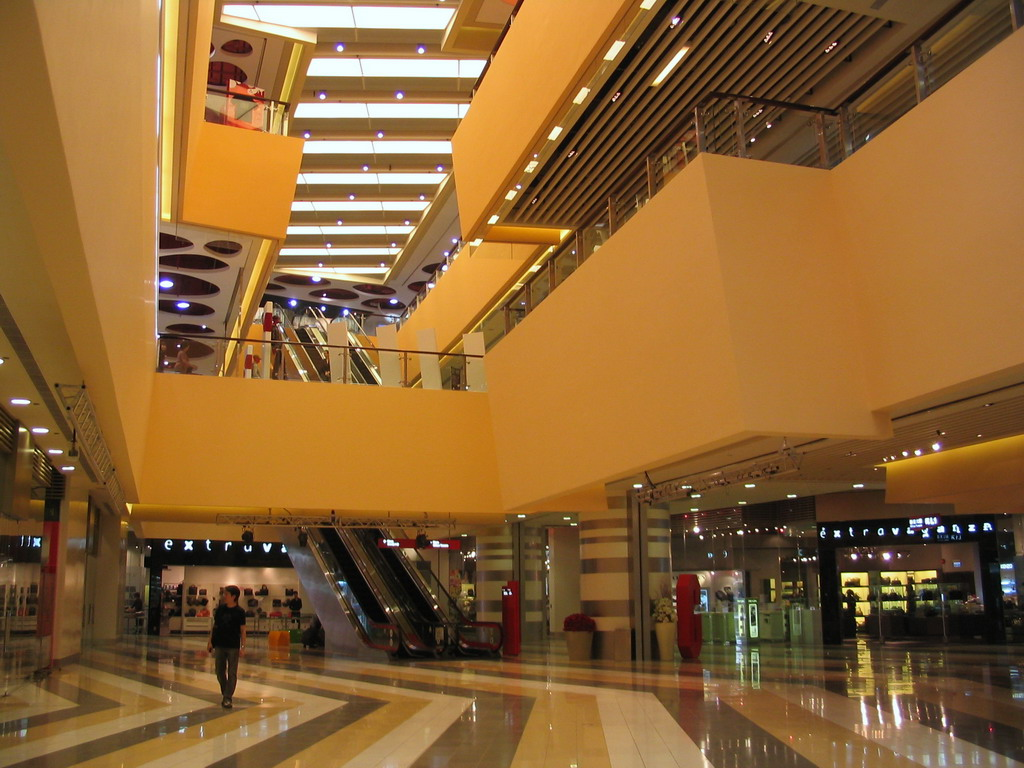
地下商店（G樓層）
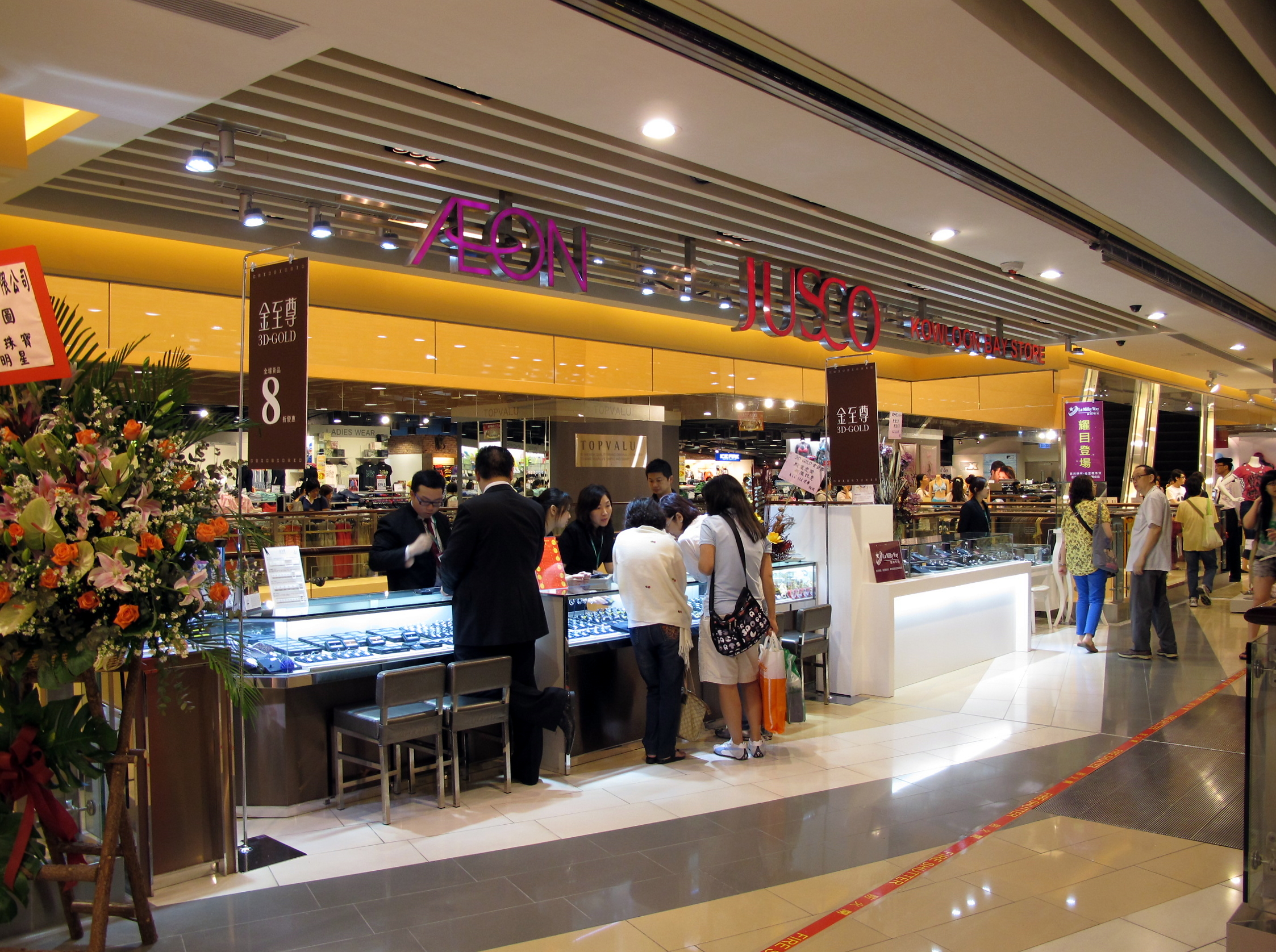
尚流地帶主要租戶為AEON（L1及L2樓層）

### 部份已結業/將結業店鋪
- B&Q，佔地兩層共12萬平方呎，除了售賣各式家品及裝飾品外，亦設有47個示範廚房及浴室等項目。（2009年9月14日，B&Q撤出香港，原本佔用的12萬平方呎樓面，由宜家家居承租，並連同3樓及4樓其他細舖，宜家將租用共15萬平方呎，租期長逾9年。）
- 澳洲百寶商（Spotlight）主要售賣手工藝品、窗戶陳設、家居織物、居家裝飾用品、時款縫紉布料及派對用品。（2009年11月，Spotlight向會員發出電郵，由於租約期滿，宣布於同年12月31日下午5時結業。
- NOVO Concept（2010年1月結業）
- PlayStation PlayGround（2010年1月28日結業）
- 香港最好電器（2011年6月由蘇寧鐳射收購繼續營業）
- 2011年10月，扒王之王租約期滿。
- Extravaganza（2011年3月結業）
- 莎莎 （2013年結業）
- INGRID MILLET Paris（2013年結業）
- GameZone（2013年4月結業）
- California Fitness（2016年7月倒闭）
- Atari（2018年10月結業）
- 大眾書局（2020年3月19日結業）
- UA MegaBox戲院（2021年3月8日結業，2021年7月由嘉禾院線接手繼續營業）
- NewayCEO卡啦OK（2020年結業）
- Goji Studios（2021年12月28日結業）
- 通利琴行（2020年結業）
- 餃子駅（2024年12月結業）
- 茶木（2024年12月結業）
- Puma（2024年12月結業）
- H&M（2024年12月結業）
- M&S Food（2024年12月結業）
- 炑八烤肉（2024年12月結業）
- 嘉禾Megabox（2025年6月9日結業[14]）
- 新斗記（2025年7月停業）

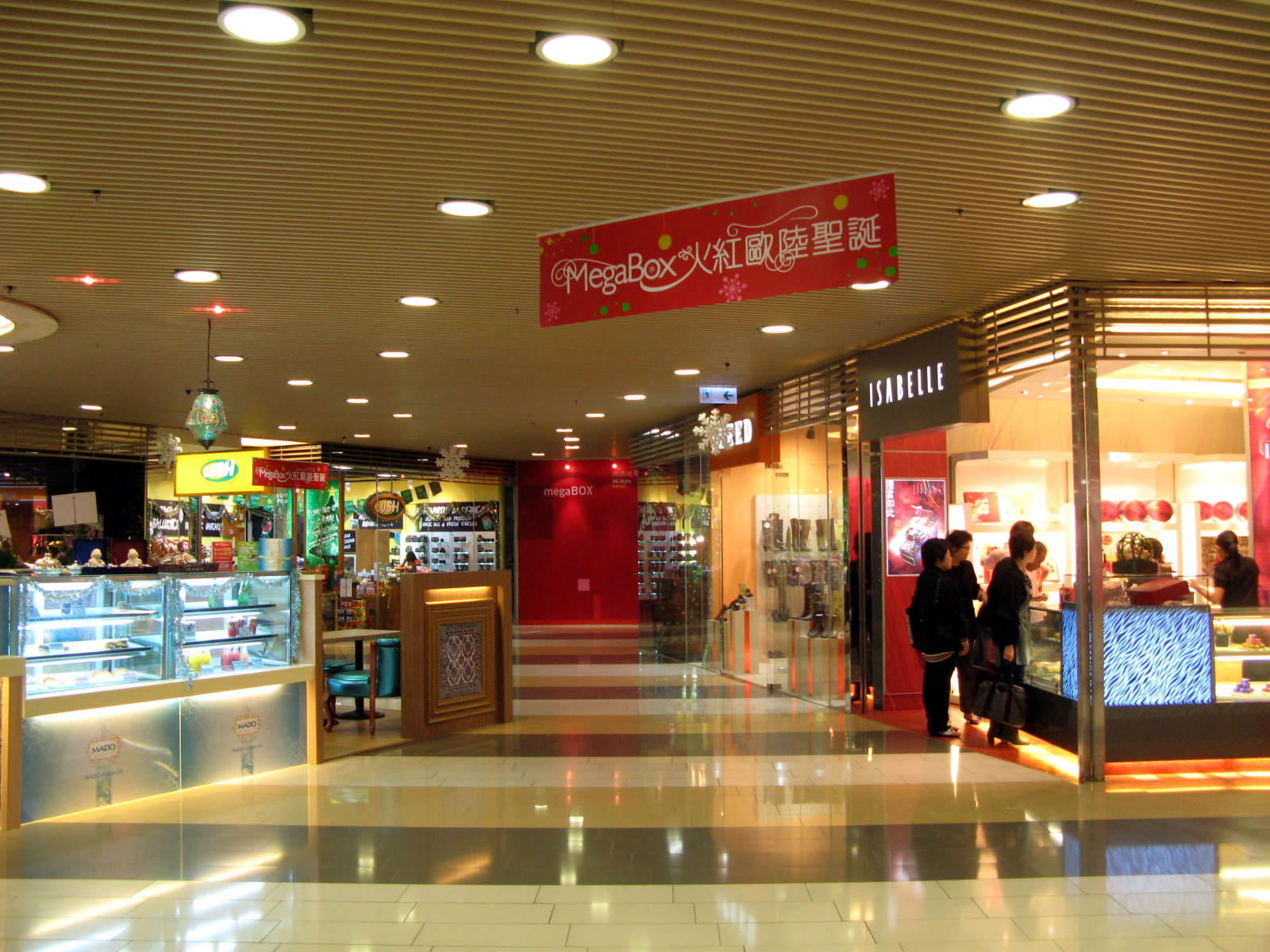
1樓商店（1/F，已結業）
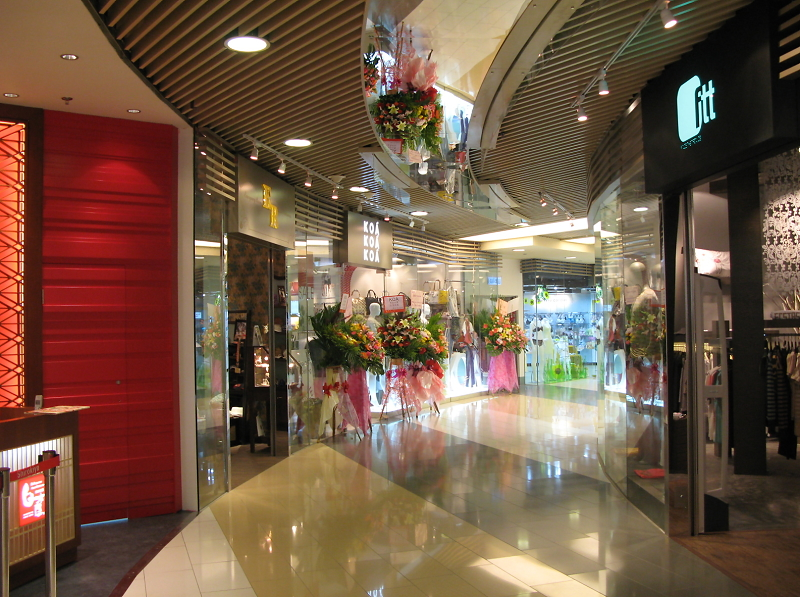
2樓商店（2/F，已結業）
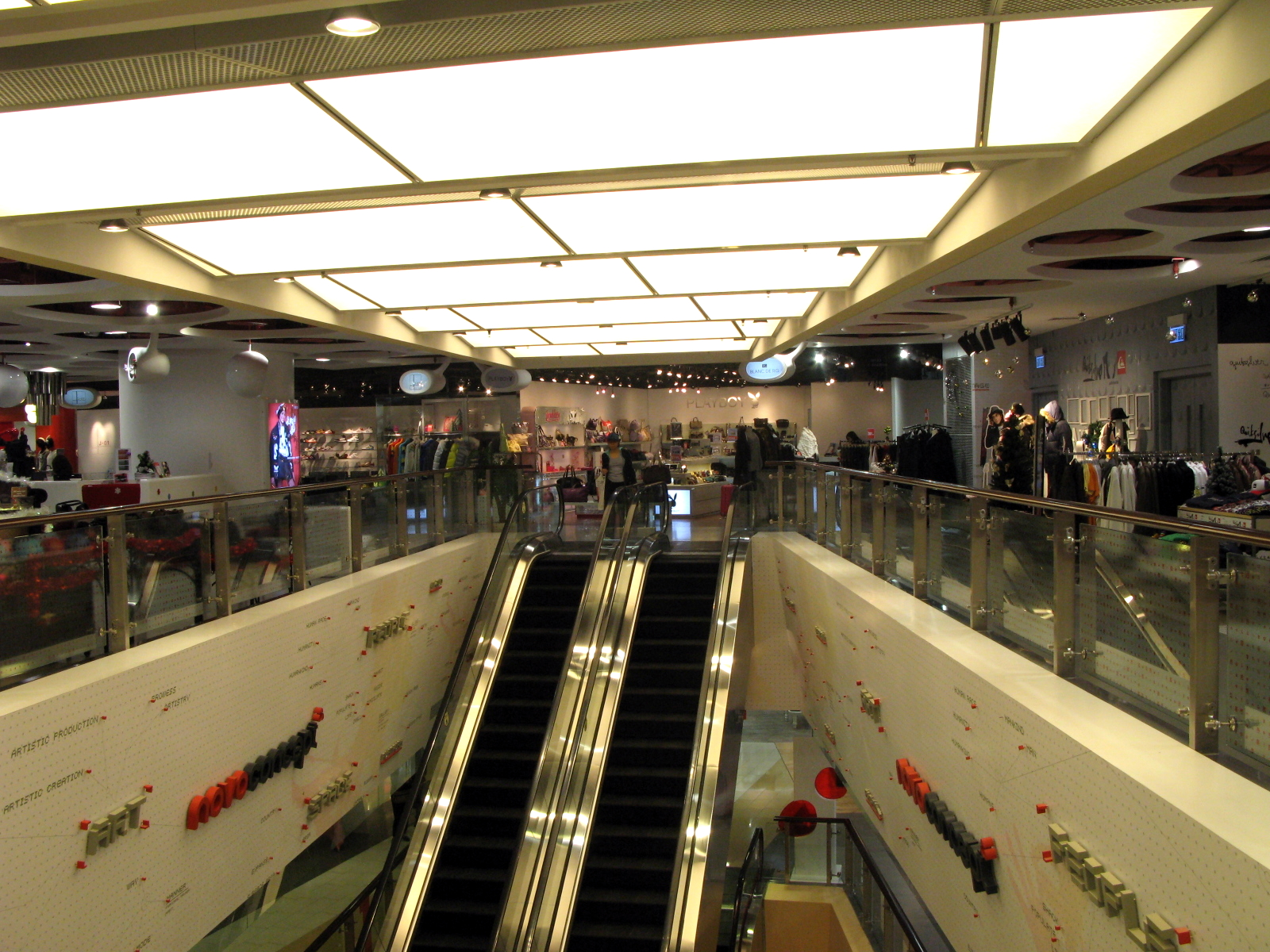
時裝旗艦店novo concept（已結業）
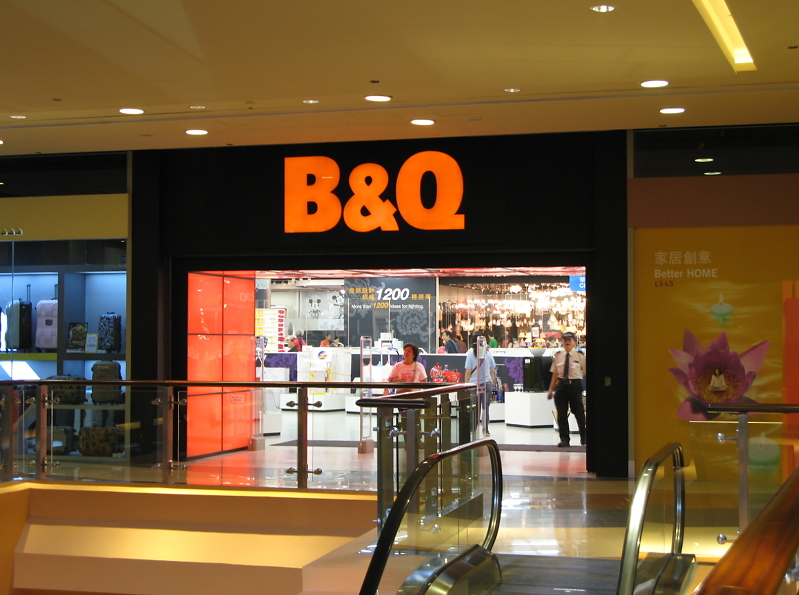
B&Q（4/F，已結業）
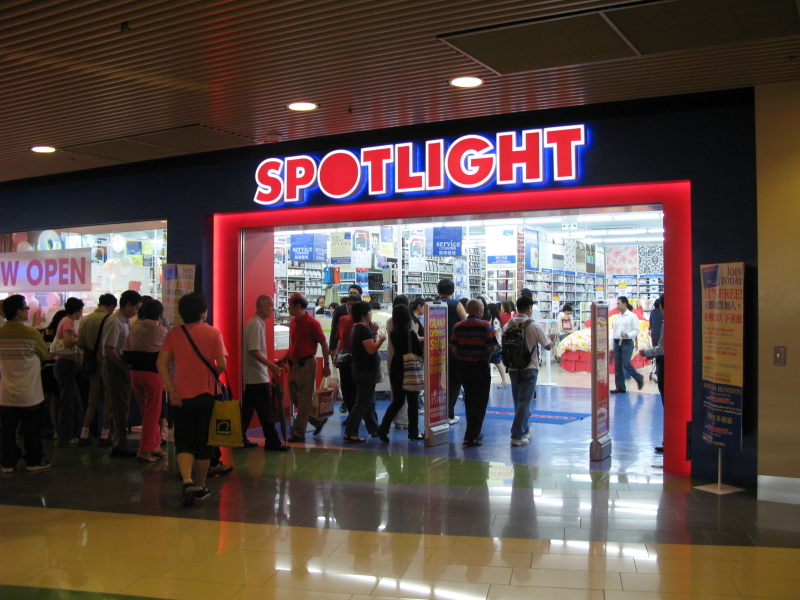
Spotlight百寶商（5/F，已結業）

## 翻新工程
2014年11月，發展商斥資數千萬元翻新商場入口及其他設施工程，已陸續完工。
到2019年初，發展商將來往地下至2樓其中兩條的扶手電梯移除以增加AEON百貨的面積。
2024年初，發展商為商場地下及1樓展開內部翻新工程，預計2025年第四季完成。根據網上設計圖片，商場入口及地下將改用白色作為主調。

## 停車場
商場設有1,000個泊車位，停車場設於地庫、7樓、8樓、8M層、14樓、15樓及16樓，並設有旋轉車路及電動車充電設備，車輛需要迴旋商場車路才能上落。而7樓、8樓及8M層之停車場因面積比較小，因此經常沒有車位而駕駛者需走上較高樓層（14-16樓）才能泊車。目的是讓商場各樓層與駕車人士全面貫通。

## 辦公室

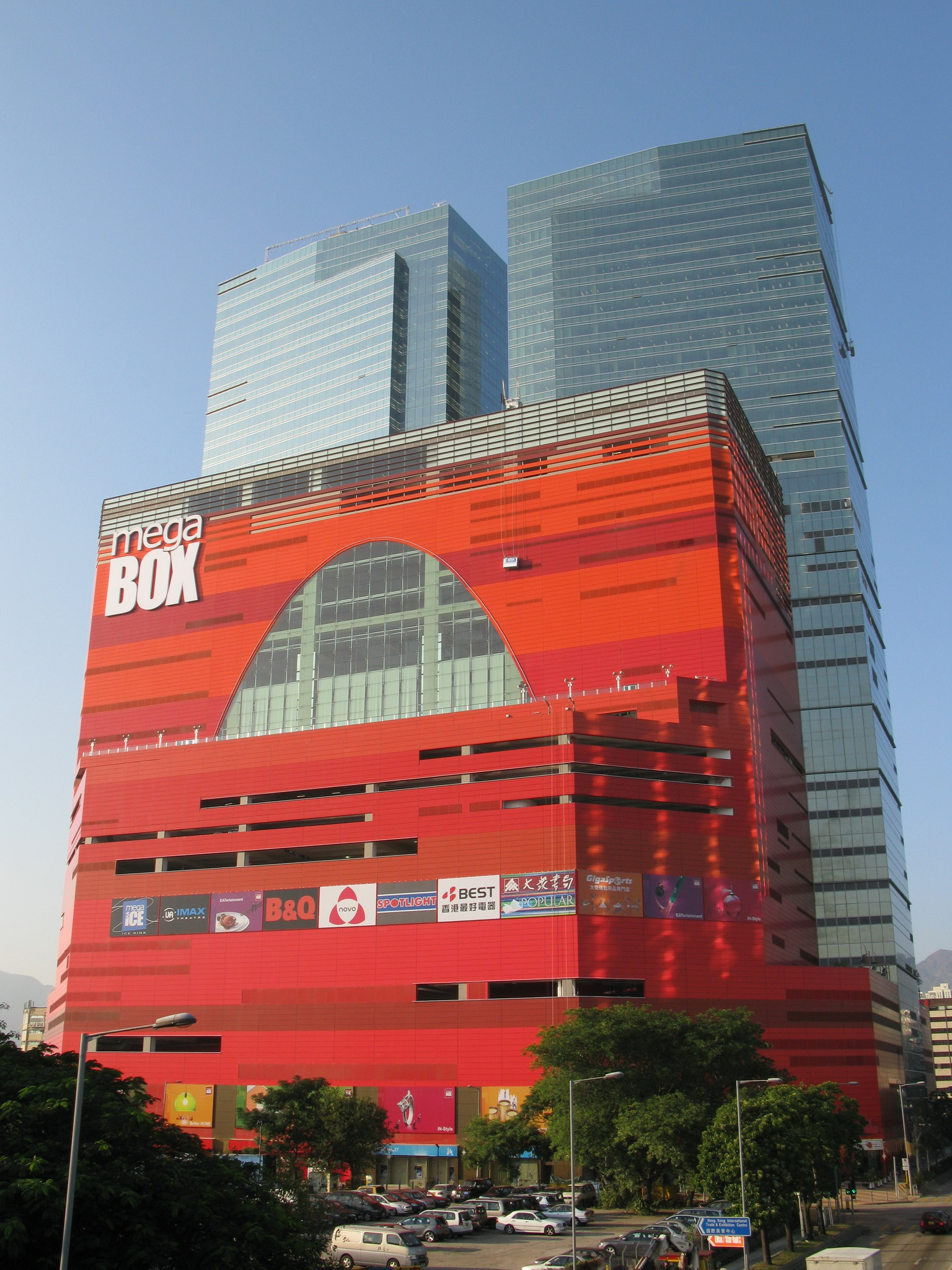
企業廣場五期

企業廣場五期第二座全幢辦公室曾為恒生銀行最大的辦公地點，到2015年起個別部門已經遷出。此外，全球最大的航空快遞貨運公司DHL租用第一座其中7層樓面，作為DHL Express於香港的總部。

## 意外
2006年12月1日，位於地盤17樓平台的大型冷氣機水塔在早上11時38分發生火警，火勢沿玻璃纖維結構迅速蔓延，加上火警發生於地盤高層，令到灌救工作有一定困難。消防處在上午11時45分將火警升為三級，11時58分升為四級火，於1時39分將火災滅熄，無人受傷。當局共動用了100名消防員及6條喉進行灌救，並且疏散了地盤內百多名工人。樓宇主要結構及建築物內部無受到影響。
2008年7月25日，一名中年漢在30樓如廁猝死。早上9時許，有租客進入店內男廁時，發覺廁格門反鎖，拍門良久無人回應，遂通知職員協助。姓張(55歲)男職員查看，赫然發現一名男子在廁格內暈倒，由於身體擋着門未能開啟，遂報警求助。
警方及消防員趕至，將廁格門打開，救護員經檢驗後，發現該名男子已死亡，屍體亦已僵硬。其後，證實死者姓林(43歲)，警員翻查閉路電視片段，發覺林在案發前兩小時已進入廁所。及後，警方聯絡林父到場協助，獲知林生前有患病紀錄，不排除他因病暈倒失救致死，事件無可疑。

## 事件
2015年6月26日晚上，宜家家居MegaBox店舉行首次3小時「深宵瘋狂購物夜」，九龍灣入夜後群情洶湧，宜家門外以至商場內一早已經排滿了前來掃貨的的市民。有市民抵達後見到人山人海的墟冚場面，難以估計何時可入場，只好放棄離開。不過由於顧客太多，至凌晨約12時許，即開放購物夜約個多小時後，宜家表示MegaBox商場因應人流控制，決定關門拒絕讓市民進入，令商場外大批市民「摸門釘」，有從新界乘的士到場的市民因無法入進一度鼓噪，要警員到場調停。
2023年6月10日下午約3時許，警方接報有人報稱在16樓停車場見到有兩人手持懷疑槍形物體，警方出動鐵甲威龍及至少6部警車，並疏散在場人士。大批荷槍實彈的警員到商場內戒備及入內搜索，其後相信是虛報。案件列「誤導警務人員」，暫未有人被捕。
2023年8月3日下午3時36分，一名16歲女子從8樓停車場墮下，倒卧在地下茶木餐廳對開，事主昏迷送往聯合醫院搶救後證實死亡。警方在事主手機內發現遺書。

## 建築進度

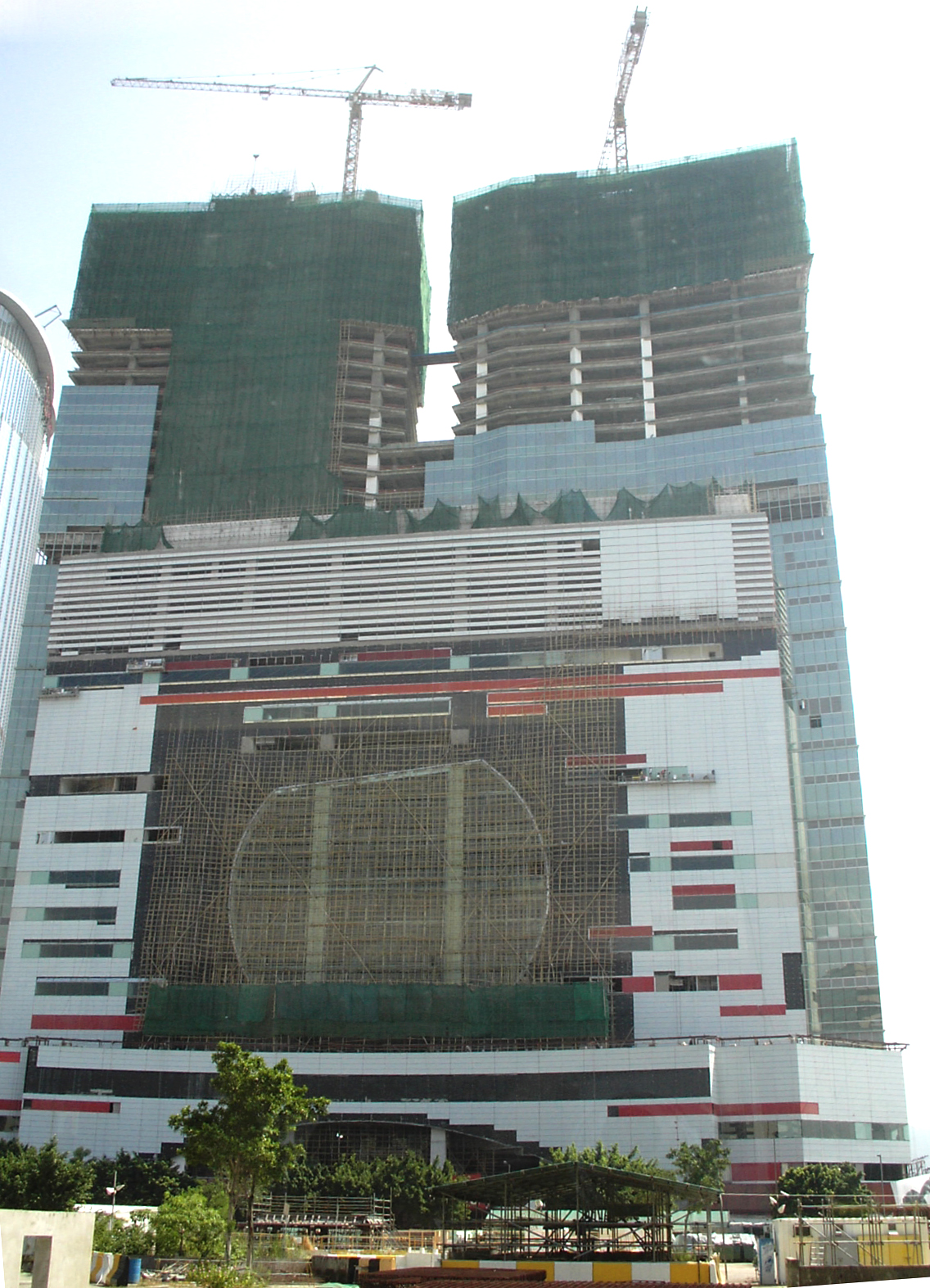
興建中的企業廣場五期（2006年9月底）
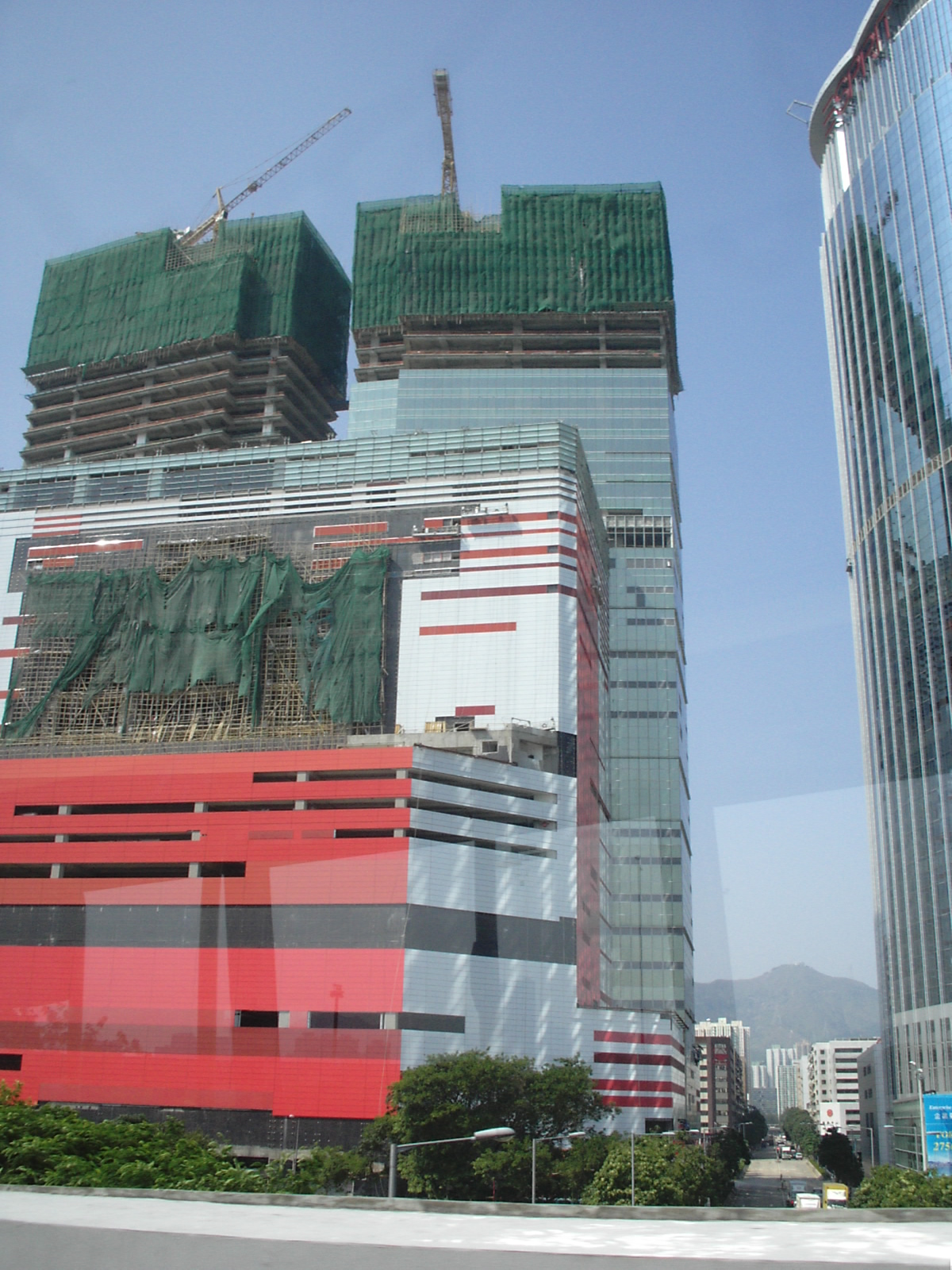
興建中的企業廣場五期（2006年9月底）
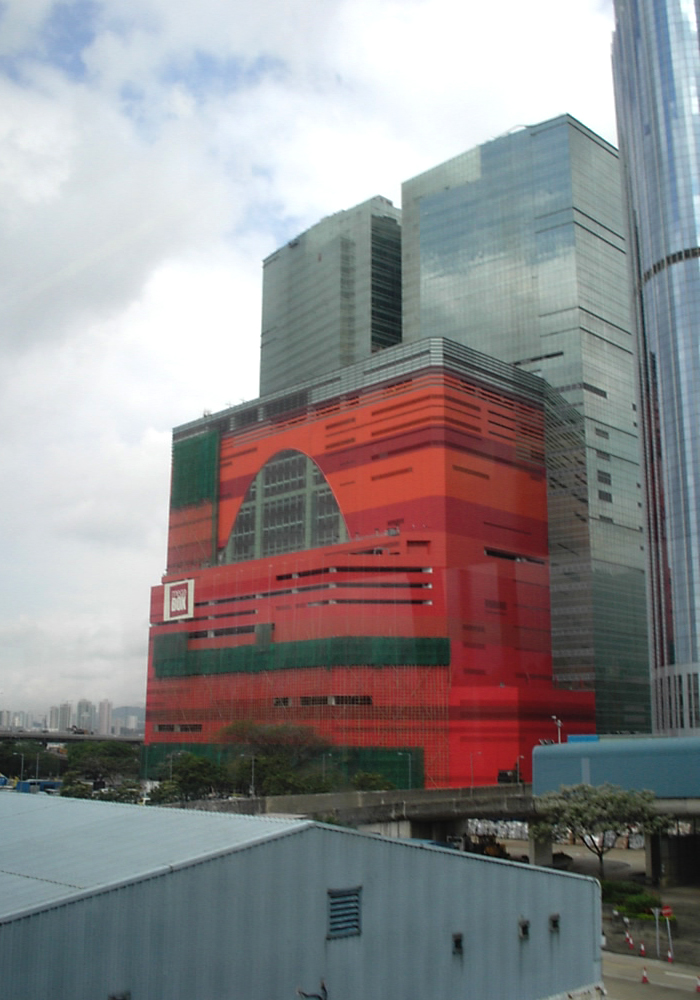
企業廣場五期及MegaBox，旁為企業廣場三期（2007年3月底）
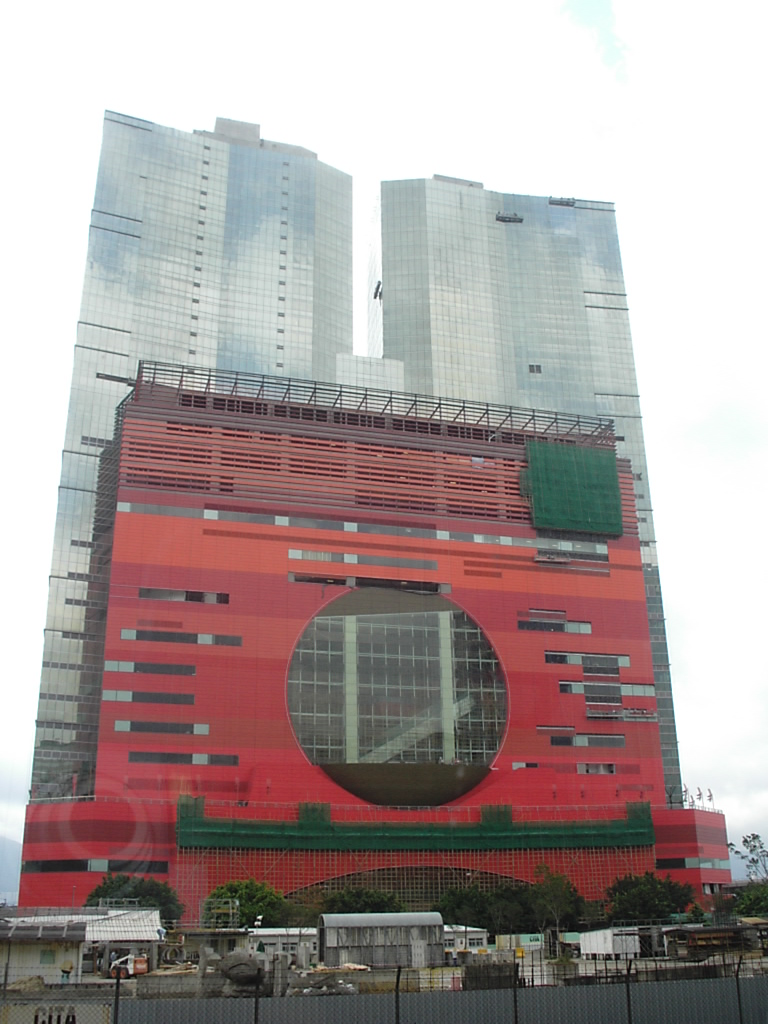
企業廣場五期（2007年3月底）

## 交通

### MegaBox免費穿梭巴士
冠忠巴士MegaBox線是香港九龍灣的一條免費穿梭巴士路線，往返九龍灣站（德福廣場公共運輸交匯處）及MegaBox，由冠忠巴士營運。每天服務時間不同，乘客應留意站頭總站通告。本路線車資全免，中途不設任何分站，而且班次極為頻密，加上任何人士皆可乘搭，故此每班車都幾乎載滿人。
商場「MegaBox」於2007年6月1日正式開幕。商場為吸引更多市民前往該商場，管理公司委托陽光巴士設立6條免費穿梭巴士路線，包括：
- MegaBox ⇄ 九龍灣站
- MegaBox ⇄ 九龍灣站、宏天廣場及企業廣場2期（已停辦）
- MegaBox ⇄ 觀塘裕民坊及巧明街（已停辦）
- MegaBox ⇄ 鑽石山鳳德道（已停辦）
- MegaBox ⇄ 九龍塘站（已停辦）
- MegaBox → 鯉魚門廣場 → 麗港城（已停辦）

但2008年至2013年5月，MegaBox免費穿梭巴士只剩下來往九龍灣站的路線。直至2013年6月12日，啟德郵輪碼頭啟用，曾設MegaBox ⇄ 啟德郵輪碼頭的路線方便遊客觀光。（已停辦）

## 鄰近
- 零碳天地
- 觀塘繞道
- 國際交易中心
- 企業廣場一期、二期、三期
- 壹號九龍

## 外部連結
- 官方网站
- MegaIce（MegaBox溜冰場） （页面存档备份，存于）
- 企業廣場五期